# Personaggi di Mad Men
Questa voce contiene un elenco dei personaggi presenti nella serie televisiva Mad Men e comparsi in più di un episodio.

## Personaggi principali

### Don Draper
Donald "Don" Draper (vero nome Richard "Dick" Whitman) è interpretato da Jon Hamm.
Il passato di Don, uno dei filoni principali della narrazione, viene mostrato in vari flashback che si susseguono nel corso delle puntate della serie. Il suo vero nome è in realtà Dick Whitman: nato da una giovanissima prostituta morta nel darlo alla luce, egli viene cresciuto nella fattoria di famiglia dal suo padre naturale, Archie Whitman (Joseph Culp), e dalla moglie di lui, Abigail (Brynn Horrocks). Nel contesto dell'America impoverita degli anni della Grande depressione, vive un'infanzia misera e infelice accanto a un padre violento e a una matrigna dura e severa (l'unico rapporto che ricorderà con affetto di quel periodo sarà quello con il fratellastro, Adam, di qualche anno più piccolo di lui). Quando è ancora bambino, Dick è testimone della morte accidentale del padre, rimasto ucciso sul colpo dal calcio di un cavallo imbizzarrito. Dopo qualche tempo, la matrigna inizia a frequentare un altro uomo, "zio" Mac. Nel 1950, allo scoppio della guerra di Corea, Dick si arruola volontario, esclusivamente allo scopo di fuggire da un ambiente familiare che gli era divenuto intollerabile. Arrivato sul luogo del conflitto, viene messo agli ordini del tenente Don Draper (Troy Ruptash); poco tempo dopo, questi rimane ucciso in un'esplosione: Dick, ferito, prima di perdere i sensi riesce a scambiare le loro piastrine identificative. Quando si risveglia in un letto d'ospedale da campo, tutti ormai lo credono "Don Draper": è la sua occasione per cambiare totalmente vita. Incaricato di scortare a casa la salma del commilitone "Dick Whitman", osserva non visto dal treno la scena dei suoi parenti giunti a ritirare la bara alla stazione: solo Adam riesce a scorgerlo da lontano, ma nessuno crede al bambino, che dice di aver visto Dick ancora vivo. Assunta quindi l'identità di Don Draper, negli anni cinquanta egli inizia a lavorare come venditore di auto usate: a un certo punto viene rintracciato da Anna Draper (Melinda Page Hamilton), la vedova del vero Don, di cui egli non sapeva l'esistenza. Riconosciuto da lei come un impostore, l'uomo è costretto dunque a rivelarle la verità, ma la donna, invece di smascherarlo, decide di aiutarlo a mantenere il segreto e col tempo diventerà la sua migliore e più fidata amica. Mentre lavora come rappresentante per una ditta di pellicce, Don conosce Betty (January Jones), che lavora come modella e che sposa nel 1953, dopo aver ottenuto il "divorzio" da Anna, con la quale, formalmente, risultava ancora sposato: Betty viene però tenuta completamente all'oscuro sul suo passato, sulla sua vera identità e sulla stessa esistenza di Anna. Dal matrimonio nasceranno tre figli, Sally (Kiernan Shipka), Bobby e Eugene. Il primo incontro fra Don e Roger Sterling (John Slattery), il proprietario dell'agenzia pubblicitaria presso cui farà carriera, avviene nel 1955 circa, nel negozio di pellicce in cui Don lavora: saputo che Sterling fa il pubblicitario, egli gli sottopone con insistenza le idee che era andato realizzando autonomamente, convinto di avere un certo talento. È così che inizia a lavorare presso l'agenzia Sterling Cooper di Madison Avenue, New York, teatro delle storie di Mad Men: all'avvio della prima stagione, ambientata nell'anno 1960, Don ne è ormai diventato il direttore del reparto creativo, dove il suo carisma ed il suo talento sono ampiamente riconosciuti.
Prima stagione
Nella prima stagione, la vita di Don è apparentemente quella di un uomo di successo: lui, Betty e i figli vivono in una bella casa nel sobborgo di Ossining, vicino a New York, nel suo lavoro ha fama di pubblicitario brillante e talentuoso (come dimostra anche risolvendo lo spinoso caso della campagna pubblicitaria per le sigarette Lucky Strike, che i recenti studi sui danni del fumo sulla salute avrebbero potuto mettere in difficoltà) e inoltre, nonostante sia sposato, ha numerose donne, come la pittrice Midge (Rosemarie DeWitt), donna libera e anticonformista, e Rachel Menken (Maggie Siff), proprietaria di un grande magazzino, cliente della Sterling Cooper, che riesce a sedurre dopo un intenso corteggiamento. In ufficio gode del generale rispetto di tutti i colleghi e dell'ammirazione della neoassunta segretaria, la giovane Peggy Olson (Elisabeth Moss), della quale anzi è fra i primi a riconoscere talento e potenzialità, e che promuoverà a copywriter. Gli unici contrasti sono con il giovane e ambizioso account manager Pete Campbell (Vincent Kartheiser), che non si sente sufficientemente valorizzato e che cerca invano di scavalcarlo proponendo sue idee ai clienti.
In realtà, come confessa a Rachel, la sua filosofia di vita essenzialmente nichilista è improntata al più freddo cinismo e alla consapevolezza della vacuità di sentimenti come l'amore e della profonda solitudine di ciascun individuo. Anche la moglie Betty, dietro l'apparenza realizzata, si sente insoddisfatta e infelice, tanto che Don, dopo qualche iniziale resistenza, acconsente a che ella si sottoponga a delle sedute di psicoanalisi. Ma la vera crisi giunge quando Don riceve la visita inaspettata del fratellastro Adam (Jay Paulson), riuscito a rintracciarlo dopo anni: riportato bruscamente a un passato che aveva cercato in tutti i modi di cancellare, Don però lo respinge, dandogli del denaro e pregandolo di non cercarlo mai più. Deluso, Adam accetta, ma, qualche tempo dopo, disperato, si impicca, non prima di aver spedito a Don un pacco contenente vecchie fotografie e i ricordi della loro vita insieme. Questo finisce casualmente nelle mani di Pete Campbell, che quindi viene a sapere il segreto sulla vera identità di Don: egli cerca di sfruttare questa informazione per ricattarlo e ottenere una promozione, ma il suo piano fallisce miseramente.
Seconda stagione
Nella seconda stagione, ambientata nel 1962, sul lavoro Don trova un avversario nel nuovo responsabile delle vendite dell'agenzia, Herman "Duck" Phillips (Mark Moses), con il quale spesso le opinioni differiscono e che non apprezza il temperamento creativo e "anarchico" di Don. Intreccia una relazione con Bobbie Barrett (Melinda McGraw), moglie e manager del comico Jimmy Barrett (Patrick Fischler), testimonial di una marca di patatine. I due amanti, mentre si recano alla villa sull'oceano di lei, hanno un incidente automobilistico, e vengono soccorsi da Peggy: è evidente che fra capo ed ex segretaria non vi è solo un semplice rapporto di lavoro, perché la ragazza viene in aiuto a Don in un momento di difficoltà e mantiene il riserbo su un suo segreto, proprio come l'uomo aveva fatto per lei in passato
Messa in sospetto dalle allusioni di Jimmy, Betty, fino ad allora ignara dei numerosi tradimenti del marito, giunge alla conclusione che Don e Bobbie abbiano una relazione, e caccia l'uomo di casa; l'improvviso aggravarsi della salute del padre di lei, Gene, la costringe però a richiamarlo. Mentre si trovano a casa di quest'ultimo, attenti a dissimulare la loro crisi coniugale di fronte ai parenti, hanno un rapporto sessuale, ma ciò non induce Betty a riaccogliere in casa il marito.
Desideroso di sfuggire a quella penosa situazione, Don approfitta di un viaggio di lavoro in California per sparire per qualche tempo e andare a trovare la sua amica Anna: egli le confida che teme di aver distrutto tutto quello che aveva cercato di costruire in quegli anni, ma ella lo rincuora e gli dice che non è troppo tardi per salvare il suo matrimonio. Tornato a New York, Don scopre che i maneggi di Duck hanno portato alla vendita della Sterling Cooper all'agenzia britannica Puttnam Powell & Lowe: Duck però, che sperava in tal modo di avere la meglio su Don accaparrandosi la carica di nuovo presidente, finisce per avere la peggio, perché i nuovi proprietari decidono di sacrificarlo per non perdere l'apporto prezioso di Don. A casa, invece, Betty comunica al marito che ha scoperto di essere di nuovo incinta: i due decidono di provare a ricucire il loro rapporto.
Terza stagione
Nel 1963, mentre la gravidanza di Betty procede normalmente, la famiglia Draper deve fronteggiare il rapido aggravarsi della salute di Gene, che muore improvvisamente poco prima della nascita del nipotino; la morte del nonno colpisce soprattutto la piccola Sally, a lui molto legata, che proprio a seguito di ciò inizia a comportarsi in modo stranamente indisciplinato, come la sua insegnante, Suzanne Farrell (Abigail Spencer), informa i genitori. Proprio nei confronti di Suzanne Don intraprende un prolungato corteggiamento, e infine i due diventano amanti; nel frattempo, anche Betty inizia a essere attratta da un altro uomo, di nome Henry Francis (Christopher Stanley).
Sul lavoro, Don, Roger e gli altri colleghi devono constatare la loro diminuita importanza, ora che l'agenzia ha cambiato proprietario: a rappresentare i nuovi proprietari è giunto dall'Inghilterra il nuovo direttore finanziario Lane Pryce (Jared Harris), i cui tagli alle spese e al personale sono causa di frequenti contrasti con Don. Anche l'amicizia con Roger attraversa un periodo poco felice: Don disapprova il fatto che l'amico abbia deciso di divorziare per sposare una giovane segretaria, e soprattutto che lo abbia costretto a formare un contratto con la Sterling Cooper (il rapporto di lavoro fino ad allora era basato su un accordo verbale, ritenuto sufficiente visto il rapporto di amicizia). In compenso, Don riesce a conquistare la fiducia di un cliente più che prestigioso, il proprietario della catena alberghiera Conrad Hilton, personaggio eccentrico.
Quando Betty scopre finalmente il pacco che anni prima Adam aveva spedito a Don, nonché altri documenti compromettenti come l'atto di divorzio da Anna Draper, il marito è costretto a confessarle tutta la verità: il suo vero nome, il suo passato, lo scambio di identità. Betty non lo denuncia, ma capisce di non conoscere affatto l'uomo che ha sposato, di non potersene fidare e anzi di non amarlo più: i due convengono che è arrivato il momento di separarsi, e danno la notizia ai figli, che reagiscono con grande tristezza.
Nel frattempo, saputo che la Sterling Cooper è stata messa di nuovo in vendita, Don decide, proprio nel momento in cui la sua vita privata raggiunge il momento più basso, di riprendere il controllo almeno della sua carriera: convince l'altro socio anziano, Bert Cooper (Robert Morse), Roger e anche Lane Pryce a fondare una nuova agenzia, e coinvolgono nell'impresa anche Peggy, Pete, la segretaria Joan Holloway (Christina Hendricks) e il responsabile del settore televisione Harry Crane (Rich Sommer): sono i primi passi della nuova Sterling Cooper Draper Pryce.
Quarta stagione
Siamo alla fine del 1964: un anno dopo il termine della terza stagione, Don e Betty sono ormai divorziati, e la donna si è risposata con Henry. Dopo un anno di attività, la Sterling Cooper Draper Pryce è ormai affermata, anche se dipende ancora grandemente dal suo cliente principale, la Lucky Strike. Tornato single, Don è pienamente libero di frequentare tutte le donne che vuole, e inoltre di indulgere un po' più che in passato al fumo e all'alcol: gli effetti del suo lasciarsi andare si fanno sentire quando, ubriaco, seduce la sua segretaria Allison, per poi scaricarla freddamente; la donna, mortificata e furiosa, si licenzia. Sul lavoro comunque Don sembra non perdere colpi: una pubblicità da lui ideata in collaborazione con Peggy vince un prestigioso premio, ma lo scarso riconoscimento dell'apporto fornito dalla ragazza da parte di lui amareggia la giovane. I due giungono a un chiarimento una notte in cui rimangono fino a tardi in ufficio, in cui finiscono per scambiarsi varie confidenze sulle loro vite e in cui la loro amicizia si rinsalda: è anche la notte in cui Don riceve la tragica notizia della morte della sua amica Anna, da tempo malata.
In famiglia, Don si trova a dover fare i conti con le crescenti tensioni tra l'ex moglie Betty e la figlia Sally: la ragazzina, che desidererebbe andare a vivere col padre, si reca a dei colloqui con una psichiatra infantile. Una presenza positiva al fianco di Don, che potrebbe frenare la sua discesa nell'alcolismo, è quella della dott.ssa Faye Miller (Cara Buono), che svolge ricerche di mercato per conto dell'agenzia, donna forte e indipendente, con la quale Don inizia una relazione (Faye sarà anche una delle poche persone a venire a conoscenza della vera identità di Don). Ma, sul finire della stagione, due eventi sconvolgono la situazione: un'indagine di routine partita dal Dipartimento della difesa degli Stati Uniti, che, grazie al lavoro di Pete, potrebbe diventare un prossimo cliente della Sterling Cooper Draper Pryce, rischia di far venire alla luce il segreto sul passato di Don, e Don pretende dal collega di rinunciare a quel redditizio contratto, e la Lucky Strike pone termine alla sua collaborazione con l'agenzia, mettendola praticamente alle corde. Don tenta di rimediare pubblicando un'inserzione sul The New York Times in cui presenta la vicenda come una loro scelta autonoma di non lavorare più per le industrie del tabacco, suscitando però l'ira dei suoi soci, da lui non avvisati del suo piano.
Nel mezzo della crisi, Don trova sollievo in un'avventura con la sua nuova segretaria, Megan (Jessica Paré), che, iniziata come una storia non impegnativa, si sviluppa in modo abbastanza sorprendente quando Don le chiede di sposarlo, cosa che la ragazza accetta.
Quinta stagione
All'inizio della quinta stagione, Don e Megan sono ormai marito e moglie, e la donna è stata promossa da segretaria a copywriter. Il rapporto fra i due è molto buono, l'uomo non cerca più avventure con altre donne e si fida talmente tanto della ragazza da averle rivelato il segreto sulla sua vera identità. La felicità domestica influisce negativamente sull'efficienza lavorativa di Don: è molto meno concentrato e presente in agenzia, si disinteressa degli affari e lascia che delle campagne pubblicitarie si occupino Peggy e il neoassunto Michael Ginsberg. Questo suo atteggiamento gli viene infine rimproverato da Cooper, e Don, punto nell'orgoglio proprio dal crescente successo di Ginsberg, tornerà a buttarsi nel lavoro nella seconda parte della stagione. Nel frattempo Megan, che pure stava facendo bene come copywriter, gli rivela che in realtà il suo sogno è fare l'attrice: Don non ostacola la sua decisione di licenziarsi, ma da quel momento i due cominciano a essere più distanti. Proprio quando Don fa il suo ritorno in grande stile in ufficio, occupandosi in modo aggressivo di due nuovi potenziali grossi clienti, la Jaguar e la Dow Chemical, la sua ex "protetta", Peggy, la ragazza che con il suo aiuto è stata promossa da segretaria a brillante copywriter, ma che da tempo cominciava a sentirsi sottovalutata e trascurata, gli comunica che ha deciso di passare a un'altra agenzia per far fare un salto alla sua carriera.
Sesta stagione
La stagione inizia con i coniugi Draper ad Honolulu, Hawaii, ospiti di un hotel per il quale la SCDP sta preparando una campagna pubblicitaria. I due sembrano riavvicinati, mischiando piacere e lavoro durante la loro vacanza ma tornati a casa, la notte di Capodanno, si scopre che Don va a letto con Sylvia, la moglie di Arnold Rosen (il vicino del piano di sotto). Questa relazione, però, sembra aver fatto nascere dei sentimenti in Don; in seguito alla morte di Martin Luther King, in tutto il paese cominciano violenti scontri e la situazione è critica e Don sembra seriamente preoccupato per Sylvia, che si trovava al momento a Washington (uno dei luoghi più colpiti dalle sommosse). A Detroit, a Don viene l'idea di fondere la Sterling Cooper Draper Pryce con la Cutler Gleason & Chaough, che diventeranno un tutt'uno. La vita di Don, sia dal punto lavorativo che da quello personale, comincia a precipitare; è spesso ubriaco e tra lui e Ted Chaough ci sono continui punzecchiamenti. Dopo un gioco erotico tra dominatore e schiava, Sylvia decide di chiudere la loro storia. Qualche tempo dopo, in occasione della visita dei genitori al campo estivo dove si trova Bobby, Don e Betty vanno a letto insieme. I Rosen scoprono che Mitchell, loro figlio, ha lasciato gli studi e per questo è stato chiamato alle armi; Sylvia è sconvolta e Don decide di rimboccarsi le maniche per cercare un lavoro al ragazzo ed evitargli così la leva. Ma la tragedia è dietro l'angolo: Sally, la figlia di Don, scopre il padre e Sylvia a letto insieme e, dunque, la relazione tra i due giunge definitivamente al termine. La situazione ormai è appesa ad un filo: Sally non vuole vedere suo padre nemmeno nei weekend ed anche Peggy, in ufficio, ha un brutto litigio con lui per i suoi comportamenti nei confronti di Ted. Don pensa di trasferirsi a Los Angeles per cominciare una nuova vita con Megan, che ne è entusiasta e lascia subito il suo lavoro. Ma dopo una riunione, dopo la richiesta di Ted, Don decide di cedergli il posto a L.A., mandando su tutte le furie sua moglie. La stagione termina con Don che viene congedato dal lavoro per alcuni mesi, in seguito ai suoi comportamenti.

### Peggy Olson
Margaret "Peggy" Olson è interpretato dall'attrice Elisabeth Moss. Assunta come segretaria di Don Draper (Jon Hamm), direttore creativo dell'agenzia pubblicitaria Sterling Cooper, viene in seguito promossa copywriter, la prima donna a raggiungere questa posizione nell'agenzia dopo la seconda guerra mondiale (la serie è ambientata negli anni sessanta). Quando, al termine della terza stagione, Draper lascia la Sterling Cooper per diventare socio fondatore della Sterling Cooper Draper Pryce, Peggy lo segue; alla fine della quarta stagione è ormai il braccio destro di Draper all'interno del reparto creativo, ma, al termine della stagione seguente, decide di dimettersi e passare a un'altra agenzia per dare una svolta alla sua carriera.
Prima stagione
Peggy Olson nasce a Brooklyn in una famiglia profondamente cattolica di origini norvegesi. Il padre muore quando ella ha appena 12 anni.
Nell'episodio pilota della serie, Fumo negli occhi, ambientato nel marzo 1960, Peggy, dopo essersi diplomata alla scuola per segretarie, è stata appena assunta alla Sterling Cooper come segretaria di Don Draper: il suo capo, la segretaria Joan Holloway (Christina Hendricks), la istruisce sui suoi compiti, oltre a darle consigli di natura più privata, come quello di rivolgersi a un ginecologo per farsi prescrivere pillole contraccettive. Nel suo primo giorno di lavoro Peggy incontra quindi Pete Campbell (Vincent Kartheiser), rappresentante delle vendite, che fa alcuni commenti poco carini sull'aspetto e sull'abbigliamento dimesso e semplice di lei, cosa per cui viene criticato da Don. Nonostante questo approccio infelice, tuttavia, quella stessa notte Pete, ubriaco dopo aver festeggiato il suo addio al celibato (sta per sposarsi con Trudy Vogel), si presenta a casa di Peggy, che lo fa entrare e passa la notte con lui. Al ritorno dal viaggio di nozze, però, Pete non ha intenzione di proseguire la relazione con Peggy, cosa che la ragazza accetta mascherando la sua delusione.
Gli inizi per Peggy sono difficili, anche a causa delle avances e dei commenti sessisti che, come le altre ragazze, è costretta a subire dai colleghi: comincia a maturare in lei la coscienza dello scarso rispetto di cui godevano le donne all'epoca, cosa che nelle stagioni successive si impegnerà sempre più a combattere. Una svolta nella sua carriera avviene quando le sue potenzialità vengono notate dall'anziano collega Fred Rumsen, che apprezza alcune sue idee per la campagna pubblicitaria di una linea di rossetti e la incoraggia a svilupparle. In seguito, visti i buoni risultati, viene consultata anche per altre campagne pubblicitarie di prodotti rivolti principalmente a un target femminile: Peggy si getta con passione nel nuovo lavoro, prendendo a modello Don Draper, il quale sempre più apprezza le sue capacità ed è per ora l'unico a non trattarla con sufficienza perché donna.
Nel frattempo, il matrimonio di Pete attraversa presto un periodo di crisi: una mattina, Pete e Peggy arrivano casualmente insieme nell'agenzia ancora deserta con largo anticipo sull'orario di ingresso, e prima dell'arrivo degli altri colleghi hanno di nuovo un rapporto sessuale nell'ufficio di lui, che neppure stavolta, però, dà avvio a una relazione stabile.
Nei mesi successivi, concentrata totalmente sul lavoro, Peggy trascura la propria vita privata e il suo aspetto: inizia ad aumentare vistosamente di peso, cosa che suscita commenti offensivi alle sue spalle da parte dei colleghi maschi: Pete, pur essendosi pentito di essere stato a letto con lei, prova ancora un certo attaccamento per Peggy, e reagisce male a queste battute, arrivando persino in un'occasione a colpire il collega Ken Cosgrove. La stessa Joan dice sarcasticamente a Peggy che se continuerà a ingrassare e a vestirsi così sciattamente rimarrà vergine, al che Peggy replica di non esserlo affatto.
Nell'ultima puntata della prima stagione, La ruota del destino, poco prima del giorno del ringraziamento 1960, Peggy viene promossa finalmente da segretaria a copywriter, ma avverte degli improvvisi e lancinanti dolori di stomaco, e si reca al St. Mary's Hospital a Brooklyn: qui apprende con sua enorme sorpresa che sta per partorire. Inizialmente non ci crede e cerca di andarsene, ma non riesce a rimanere in piedi: il medico ordina che sia portata in sala parto e che sia chiamato anche uno psichiatra. Nasce un maschio, ma, quando il bambino le viene portato, Peggy rifiuta di prenderlo in braccio.
Seconda stagione
La seconda stagione della serie prende il via quindici mesi dopo questi eventi, nel febbraio 1962: Peggy, dopo una prolungata assenza dal lavoro che gli altri colleghi non sanno spiegarsi, è tornata in ufficio, di nuovo snella. Nessuno al lavoro sa che ha avuto un figlio, tanto meno Pete, il padre del bambino.
Nel corso della stessa stagione, in una serie di flashback, si scopre che la madre e la sorella di Peggy, per coprire la sua assenza dalla Sterling Cooper, hanno detto al suo capo, Don Draper, che Peggy era stata messa in quarantena a causa della tubercolosi. La spiegazione non convince Don, che va a cercarla in ospedale e la trova in uno stato fisico e mentale ancora molto precario (non viene detto esplicitamente se egli venga a sapere ora anche della gravidanza, sebbene nel corso della serie sia chiaro che prima o poi ne sia venuto a conoscenza), capendo subito che il motivo del suo ricovero è un altro. Don consiglia a Peggy di lasciarsi alle spalle tutto ciò, dimenticarsene e andare avanti come se non fosse mai successo. Nella puntata Il compleanno, della quarta stagione, Peggy confida a Don che, poiché egli era stato l'unico a venire a cercarla in ospedale, la sua famiglia si era convinta che fosse lui il padre del bambino.
L'incidente occorso a Peggy suscita il biasimo e il risentimento di sua sorella, sebbene ella non glielo esprima direttamente: rivela l'accaduto soltanto in confessione al prete della loro parrocchia, il quale in seguito proverà senza successo a convincere Peggy a liberarsi la coscienza confessando i suoi peccati.
Sul lavoro Peggy cerca di guadagnarsi il rispetto dei colleghi, sebbene spesso si senta tagliata fuori dalle riunioni e dalle decisioni più importanti e trattata ancora con condiscendenza. Nella puntata Un nuovo inizio Fred Rumsen, colui che per primo aveva avuto fiducia in lei, si ubriaca in orario di lavoro e la sua mancanza, riferita da Pete ai superiori, gli costa il licenziamento: Peggy può così spostarsi dal suo piccolo ufficio in quello lasciato libero da lui, anche se disapprova quanto fatto da Pete ed è dispiaciuta per Fred. Anche la sua immagine comincia poco a poco a essere più femminile e sbarazzina, a cominciare da un nuovo taglio di capelli.
Nell'ultima puntata della stagione, Rivelazioni, nel pieno della crisi dei missili di Cuba, Pete dice a Peggy di amarla e di voler stare con lei, non con la moglie Trudy. Peggy gli risponde però che, se ella avesse voluto, avrebbe potuto costringerlo a farlo già da tempo: due anni prima, infatti (siamo nell'ottobre 1962), ha partorito il loro bambino e lo ha dato via in adozione. Peggy lascia quindi l'ufficio di Pete, costernato alla notizia, con la sensazione di essersi finalmente liberata la coscienza da un grosso peso.
Terza stagione
Nella terza stagione, ambientata nel 1963, Peggy deve confrontarsi con il fatto che le sue idee vengono rispettate, ma spesso comunque ignorate: in particolare, la sua opinione che la campagna pubblicitaria pensata per una bibita della Pepsi, che si ispirava a una scena del musical Ciao, ciao Birdie con Ann-Margret, non sarebbe stata adatta a un pubblico femminile, non viene ascoltata, e poi si rivela esatta.
Constatata la scomodità di continuare a vivere a Brooklyn, Peggy decide di trasferirsi a Manhattan, suscitando la perplessità e la disapprovazione della madre. Delusa dalle difficoltà incontrate sul lavoro, Peggy sembra prendere in considerazione l'offerta dell'ex collega Herman "Duck" Phillips, che aveva lasciato in modo piuttosto polemico la Sterling Cooper al termine della seconda stagione, di un nuovo impiego presso l'attuale agenzia di lui. Anzi, sebbene alla fine decida di non lasciare la Sterling Cooper, inizia comunque una relazione clandestina con Duck, che però ha breve durata. Al termine della stagione, quando Don Draper, Roger Sterling, Bertram Cooper e Lane Pryce fondano una nuova agenzia, Don convince Peggy a prendere parte a quella nuova impresa, dicendole finalmente quanto egli abbia sempre apprezzato il suo lavoro e la consideri molto simile a sé.
Quarta stagione
Nella quarta stagione (1964–1965), continua la maturazione di Peggy da ragazza timida e insicura a donna indipendente: l'ambiente di lavoro è ancora pervaso da un certo maschilismo (inoltre, Peggy non è ignara dei pettegolezzi che girano sul suo conto: molti in ufficio sono convinti che la sua affermazione non sia dovuta alla sua bravura ma al fatto che in passato sia stata l'amante di Draper), ma Peggy mostra un'inedita sicurezza di sé nel tenere a bada i colleghi più fastidiosi, e anzi è il membro dello staff creativo su cui Don fa maggiore affidamento. Entra inoltre in contatto, grazie all'amicizia con Joyce, un'artista lesbica, con i nuovi fermenti culturali che attraversano il mondo giovanile in quegli anni, la scena beat, il movimento per i diritti civili.
Chiusa la storia con Duck, frequenta per un certo tempo un ragazzo di nome Mark, che poi però lascia senza troppi rimpianti. È costretta a confrontarsi con il suo doloroso passato quando viene a sapere che il suo ex amante Pete avrà presto un figlio dalla moglie Trudy: Peggy si congratula con lui e i due si riconoscono implicitamente comunque legati, pur nella crescente distanza che ormai li separa.
Il rapporto di stima reciproca che la lega a Don Draper si rafforza quando i due rimangono per l'intera notte in ufficio per lavorare a un progetto; è il compleanno di Peggy ed ella inizialmente è arrabbiata per aver dovuto rinunciare ai suoi programmi, ma alla fine i due si abbandonano a confidenze reciproche sulle loro vite: Don rivela a Peggy alcuni dettagli della sua triste infanzia, Peggy accenna brevemente a suo figlio e (senza nominarlo) al padre del bambino e consola Don quando, quella stessa notte, questi riceve la notizia della morte della sua grande amica Anna.
Tramite Joyce, Peggy conosce lo scrittore e attivista Abe Drexler, con cui inizia una storia d'amore. L'inaspettata notizia del matrimonio di Don con la sua segretaria Megan Calvet la lascia sorpresa e alquanto perplessa: parlando con Joan, commenta che per i colleghi uomini è più importante la notizia del fidanzamento piuttosto che il fatto che ella abbia trovato un nuovo cliente, in un periodo di difficoltà finanziarie.
Quinta stagione
Peggy è impegnatissima nelle varie campagne pubblicitarie della Sterling Cooper Draper Pryce, tanto più perché Don Draper, distratto dal suo recente nuovo matrimonio, è ora meno interessato e presente in ufficio. La ragazza fa assumere un nuovo, brillante creativo, Michael Ginsberg, ma proprio costui, che si rivela un vero talento, rischia di metterla in ombra. Peggy continua a non sentirsi sufficientemente apprezzata dai suoi superiori, e non è soddisfatta. Dal punto di vista della vita privata, la sua storia con Abe continua, e anzi i due decidono di iniziare a convivere, anche se la madre di lei non è affatto contenta. Alla fine della quinta stagione, Peggy decide finalmente di provare a mettersi in gioco, e contatta Ted Chaough, socio di un'agenzia pubblicitaria rivale: costui, che apprezza il suo talento, le fa un'offerta molto vantaggiosa, che Peggy accetta. La ragazza si dimette: nel congedarsi da Don, che è stato il primo a scoprirla e a incoraggiarla, lo ringrazia emozionata per quanto ha fatto per lei.

### Pete Campbell
Peter "Pete" Campbell è interpretato da Vincent Kartheiser.
Pete Campbell è nato a New York in una famiglia appartenente all'alta borghesia tipicamente WASP. Nell'episodio pilota della serie, ambientato nel marzo 1960, ha appena compiuto ventisei anni, da cui si deduce che il suo anno di nascita è il 1934. Sua madre, Dorothy Dyckman Campbell, proviene dalla prestigiosa famiglia Dyckman, proprietaria di gran parte della Upper Manhattan prima del 1929. Il bisnonno di Pete, il primo a giungere in America dai Paesi Bassi, si chiamava Silas Dyckman. Il nonno materno di Pete perse gran parte delle sue proprietà a causa del crollo di Wall Street del 1929, e anche suo padre, Andrew Campbell, scialacqua il resto della fortuna di famiglia prima di morire nel 1962. Ciò nonostante, la giovinezza e l'educazione di Pete non si discostano da quelle degli altri ragazzi provenienti da questo ceto: frequenta la Buckley School e la Deerfield Academy e passa le vacanze estive nella tenuta dei suoi genitori a Fishers Island, o in country club esclusivi agli Hamptons e a Newport. Negli anni passati al Dartmouth College Pete entra a far parte di una confraternita studentesca. La relazione di Pete con entrambi i suoi genitori è piuttosto difficile: sia la madre sia il padre sono molto freddi con lui e disapprovano la decisione del figlio minore di tentare una carriera nel mondo della pubblicità. Nella seconda stagione, appresa la morte del padre nell'incidente aereo del volo American Airlines 1 da New York a Los Angeles, schiantatosi poco dopo il decollo (avvenuto il 1º marzo 1962), Pete è incapace di piangere (nella realtà, la morte improvvisa dell'attore Christopher Allport, che interpretava il padre di Pete, costrinse gli autori a cancellare il suo personaggio dalla serie). A seguito del decesso, il fratello maggiore di Pete, Bud, esaminando la gestione finanziaria del padre in relazione all'eredità, scopre che Andrew ha dilapidato gran parte del denaro conducendo uno stile di vita molto dispendioso. Quando Bud comunica a Pete la notizia, entrambi sembrano poco sorpresi della condotta del padre. Sempre nel corso della seconda stagione, Pete rivela alla sua collega (ed ex amante) Peggy Olson (Elisabeth Moss) di "odiare" sua madre. Anche Bud sembra covare risentimento nei confronti dei genitori, ma viene comunque trattato come il figlio prediletto. Nel corso di una conversazione in cui i due fratelli esprimono reciprocamente il loro scarso affetto per la madre, Bud e Pete citano il film di Alfred Hitchcock Nodo alla gola, che trae spunto dalla vicenda realmente accaduta della coppia di assassini Leopold e Loeb. Quando la madre critica nettamente l'idea di Pete e di sua moglie, Trudy, di ricorrere all'adozione per avere un bambino, Pete si vendica informandola acidamente che i loro risparmi sono stati sperperati dal suo defunto marito, cosa che inizialmente aveva deciso, assieme a Bud, di tenerle nascosto.
Nel lavoro Pete è estremamente ambizioso, ansioso di dimostrarsi capace e di fare carriera, privo di scrupoli (dopo un iniziale rifiuto, è disposto a lavorare anche per l'American Airlines, nonostante l'incidente aereo dovuto a un guasto che ha ucciso suo padre sia ancora molto recente), ma anche convinto che le sue capacità siano spesso sottostimate. Fino al termine della terza stagione della serie, il cui ultimo episodio è ambientato nel dicembre 1963, Pete ricopre il ruolo di account executive presso l'agenzia pubblicitaria Sterling Cooper: in seguito, passerà alla Sterling, Cooper, Draper & Pryce, di nuova fondazione. Tra i suoi incarichi vi sono procacciare nuovi clienti, organizzare incontri con loro, ma anche trattarli con tutti i riguardi, vezzeggiarli e averne cura, pagando cene e inviti a spettacoli (in un'occasione, Pete procura loro anche un appuntamento con delle prostitute). Nelle prime puntate della serie, il personaggio sembra insoddisfatto della sua posizione, ansioso di lavorare invece sull'aspetto creativo delle campagne pubblicitarie: a questo scopo, Pete tenta frequentemente di sabotare il lavoro di Don Draper (capo del dipartimento creativo, interpretato da Jon Hamm), proponendo le sue idee ai clienti. In una di queste occasioni la sua condotta rischia di farlo licenziare, e conserva il posto solo perché grazie alla sua famiglia e ai suoi numerosi contatti con i circoli più esclusivi di New York può pur sempre tornare utile all'agenzia. Il suo rapporto con Don Draper diventa in seguito più ambivalente e ricco di sfumature, poiché sembra che Pete veda Don contemporaneamente sia come un mentore sia come un ostacolo: Don è spesso la prima persona fra i colleghi cui egli va a chiedere consiglio, ma non esita a tramare contro di lui se questo può aiutarlo a raggiungere i suoi obiettivi. Nell'undicesimo episodio della prima stagione, Un caldo tropicale, Pete si trova nell'ufficio di Don, dopo che questi ha già lasciato l'agenzia, quando viene consegnato un pacco a lui indirizzato. Pete porta via con sé il pacco, spedito a Don da suo fratello Adam, lo apre e scopre grazie al suo contenuto (vecchie fotografie, ricordi) che Don Draper non è il suo vero nome. Pete usa questa informazione compromettente per ricattare Don e costringerlo a nominarlo a capo della sezione vendite, ma non riesce nel suo intento perché Don lo sfida apertamente a mettere in pratica la sua minaccia di rivelare il suo segreto ai loro superiori: quando viene informato della reale identità di Don, Bertram Cooper, uno dei fondatori dell'agenzia, replica serenamente a Pete che la cosa non gli interessa affatto. Nel corso della serie, tuttavia, Pete sembra diventare progressivamente sempre più leale e collaborativo nei confronti di Don, ad esempio quando lo avvisa del tentativo di Herman "Duck" Phillips di prendere il controllo dell'agenzia. All'inizio della terza stagione, Pete viene messo a capo della sezione vendite dai nuovi proprietari della Sterling Cooper, l'agenzia britannica Puttnam, Powell & Lowe. La sua gioia però sfuma rapidamente quando scopre che deve dividere la posizione con Ken Cosgrove, al quale non nasconde di avere tutte le intenzioni di superarlo, nonostante sia chiaro che i loro superiori li abbiano deliberatamente messi in competizione l'uno con l'altro. Sempre nel corso della stessa stagione, Pete, assieme a Peggy, viene contattato da Herman "Duck" Phillips, loro ex collega alla Sterling Cooper e ora impiegato presso un'agenzia concorrente, che gli offre la prospettiva di una promozione e di maggiori guadagni se vorrà seguirlo: Pete sceglie però di non abbandonare i suoi vecchi colleghi e di entrare a far parte della nuova agenzia fondata da Roger Sterling, Bertram Cooper, Don Draper e Lane Pryce, portando in dote il suo portafogli di clienti e con la prospettiva di poter diventare partner. Nella quarta stagione, Pete lavora duramente e proficuamente per attirare nuovi clienti alla Sterling Cooper Draper Pryce e consolidare i rapporti con quelli già presenti: i suoi sforzi e la sua abilità in questo campo sono ampiamente apprezzati dai suoi colleghi. Il suo maggiore successo è l'accordo ottenuto con la North American Aviation, impegnata in un'importante impresa di potenziamento dell'arsenale militare e nella corsa allo spazio, e disposta a investire considerevoli somme nella propria campagna pubblicitaria. Tuttavia, con sua grande rabbia, è costretto a lasciar cadere la cosa poiché le indagini di routine richieste dal Dipartimento della Difesa statunitense sull'agenzia rischiano di far venire allo scoperto il segreto di Don Draper (che continua a essere noto, in agenzia, solo a Pete e a Cooper). Pur rimpiangendo amaramente quella mancata possibilità di guadagno, che sarebbe stata anche un suo grande successo personale, Pete aiuta Don e rinuncia al contratto, prendendosene la responsabilità e subendo anche il pesante rimprovero del socio Roger Sterling. Al termine della quarta stagione, Don ripagherà questo favore versando spontaneamente al posto di Pete i 50.000 dollari con cui egli sarebbe stato costretto a contribuire alle casse dell'agenzia, in un periodo di cattive acque. Nella quinta stagione Pete è ormai uno dei soci della Sterling Cooper Draper Pryce, tuttavia continua a sentirsi non adeguatamente considerato, e soprattutto mal sopporta le intromissioni nel suo lavoro di Roger Sterling.
Nell'episodio pilota della serie, Fumo negli occhi, Pete è in procinto di sposare Trudy Vogel (interpretata dall'attrice Alison Brie), una ragazza proveniente da una famiglia di recente arricchitasi: il matrimonio è fissato per il marzo 1960. Questo non gli impedisce, tuttavia, di cercare avventure occasionali con altre donne, e in particolare con la neoassunta segretaria di Don Draper, Peggy Olson: sebbene alcune ore prima, al lavoro, avesse fatto alcuni commenti poco carini sull'aspetto e sull'abbigliamento dimesso di lei, quella stessa notte, dopo aver festeggiato con alcuni colleghi il suo addio al celibato, Pete si presenta, ubriaco, a casa di Peggy, e passa la notte con lei. Di ritorno dal viaggio di nozze, però, la informa di non avere intenzione di continuare quella relazione, cosa che la ragazza accetta, riuscendo a nascondere la sua delusione. Pete e Trudy acquistano un appartamento a Park Avenue, nell'Upper East Side di New York: l'acquisto è però causa delle prime tensioni all'interno della coppia, poiché lo stipendio di Pete non gli consente una spesa tanto importante, e dover chiedere aiuto ai suoi genitori, visto il clima pesante presente in famiglia, è per lui particolarmente difficile. Quando finalmente, pressato dalla moglie, si decide, i suoi genitori rifiutano di aiutarlo, non avendogli ancora perdonato la scelta di una carriera per loro non adatta al suo status. Alla fine, l'acquisto è reso possibile grazie all'aiuto dei genitori di Trudy, cosa che infastidisce e mette in imbarazzo Pete. I suoceri sono anche particolarmente pressanti e invadenti nella vita della giovane coppia per il loro desiderio di avere presto dei nipoti; anche Trudy desidererebbe diventare madre, mentre Pete non ne ha la minima intenzione. I frequenti litigi con la moglie spingono Pete a cercare di nuovo la compagnia di Peggy, con la quale ha un altro rapporto sessuale, stavolta negli uffici della Sterling Cooper, e tuttavia neanche ora fra i due si instaura una vera e propria relazione: l'incontro rimane un episodio isolato. Proprio a seguito del loro primo rapporto, però, Peggy rimane incinta: la gravidanza tuttavia rimane sconosciuta a tutti, persino alla ragazza stessa, e scambiata per un vistoso aumento di peso. Nell'ultimo episodio della prima stagione, La ruota del destino, Peggy (e con lei gli spettatori) apprende di essere incinta solo quando, recatasi in ospedale per un malore, il dottore la informa che sta per partorire. Viene alla luce un maschio, che la madre decide di dare in adozione: di tutto questo Pete non sa assolutamente nulla. Nel corso della seconda stagione, Pete e Trudy, dopo aver tentato per più di un anno di avere un figlio, si rivolgono a una clinica per la fertilità, dove, a seguito degli esami, si scopre che Trudy ha problemi di fertilità. Trudy e i suoi genitori fanno pressione su Pete perché prenda in considerazione l'ipotesi di adottare un bambino, egli è all'inizio molto contrario all'idea, né d'altra parte appare ansioso di diventare padre, ma alla fine accetta quanto meno di pensarci su, e ne parla con il fratello. Bud lo riferisce alla madre, che disapprova decisamente, affermando davanti a Pete che le persone del suo status non dovrebbero abbassarsi a prendere dagli "scarti": questo commento offensivo e sprezzante contribuisce ad alimentare la profonda avversione del figlio per la madre. Impaziente, Trudy prende l'iniziativa di rivolgersi a un'agenzia per le adozioni senza consultarsi con il marito, provocando l'ira di Pete: il matrimonio entra quindi in un periodo di crisi (nell'episodio 6 della seconda stagione, Marilyn o Jackie, Pete ha un'avventura di una notte con una modella di biancheria intima conosciuta in agenzia). Nell'episodio finale della seconda stagione, Rivelazioni, mentre scoppia la crisi dei missili di Cuba (ottobre 1962), Trudy decide di lasciare New York per andare a casa dei genitori; Pete si rifiuta di seguirla, affermando che se scoppierà la guerra ed è destinato a morire, allora vuole morire a Manhattan. Durante l'assenza della moglie, alla Sterling Cooper, nel momento di alta tensione e paura generale per la possibilità di un imminente attacco sovietico, Pete invita Peggy nel suo ufficio per dirle che l'ama, la trova perfetta per lui e avrebbe dovuto sposare lei invece di Trudy. Peggy replica di non essere affatto perfetta, e gli rivela finalmente di aver avuto un figlio da lui e di averlo dato in adozione: se avesse voluto, avrebbe potuto costringerlo a stare con lei. Quindi se ne va, lasciando Pete sconvolto da quella notizia. Egli passa la notte all'interno del suo ufficio. Fin dall'inizio della terza stagione, che prende il via all'incirca dopo sei mesi dagli eventi conclusivi della seconda, Pete e Trudy sembrano aver superato la loro crisi ed essere in armonia l'uno con l'altra: non si parla più di adozione, e Trudy non pare più ossessionata dall'idea di avere subito un figlio. Durante l'estate del 1963, tuttavia, quando Trudy lascia la città per una vacanza, Pete, rimasto da solo a New York, ne approfitta per andare a letto con la ragazza alla pari tedesca che vive presso i suoi vicini, Gudrun, approfittando della sua posizione di potere sulla giovane. La cosa viene scoperta dal suo vicino, che non lo biasima, ma lo invita in confidenza a scegliere per prudenza le sue nuove conquiste al di fuori del condominio: questo imbarazzante colloquio sembra colpire Pete, che, al ritorno di Trudy, si sente colpevole e, quando la moglie intuisce qualcosa, promette di cambiare condotta in futuro. Nel quarto episodio della quarta stagione, Focus Group, Pete viene a sapere che Trudy è finalmente incinta, notizia che lo rende molto felice. Quando lo scopre, Peggy si fa forza e si reca da lui per congratularsi: nessuno dei due osa sollevare l'argomento del figlio che hanno avuto insieme, diventato un discorso tabù per entrambi, ormai avviati verso una nuova fase della loro vita, ma l'esistenza di un legame comunque incancellabile fra i due è testimoniata dal lungo sguardo che si scambiano silenziosamente attraverso l'ingresso della Sterling Cooper Draper Pryce verso la fine dell'episodio. Nell'undicesimo episodio della quarta stagione, Piani di sopravvivenza, Trudy dà alla luce una bambina, che viene chiamata Tammy. All'inizio della quinta stagione, Pete e Trudy hanno lasciato il loro appartamento di Manhattan e vivono ora in un'elegante casa fuori dalla metropoli. Sebbene egli sembri avere tutto ciò che si può desiderare dalla vita, una moglie devota, una bambina, un buon lavoro, continua a essere profondamente insoddisfatto e a covare dentro di sé rabbia, frustrazione e malcontento. Trudy probabilmente è a conoscenza delle infedeltà del marito e gli concede la possibilità di avere un appartamento in città per mantenere un minimo di riserbo ed evitare di privare la famiglia della sua dignità. Il peggio però accade quando Pete va a letto con la loro vicina di casa, Brenda. Trudy va su tutte le furie perché, tra tante donne, ha scelto proprio la loro vicina e lo caccia di casa. I due non vivono più insieme, dunque, ma Trudy non accetta l'idea di divorziare. Alla fine della sesta stagione, Pete viene scelto per seguire Ted Chaough a Los Angeles e, prima della sua partenza, lui e Trudy si riappacificano per il bene della piccola Tammy, pur rimanendo separati.

### Betty Draper
Elizabeth "Betty" Francis (nata Hofstadt, ex signora Draper; January Jones) è la moglie di Don Draper nelle prime tre stagioni della serie e la madre dei suoi tre figli, Sally, Bobby e Gene. Dopo il loro divorzio, si risposa con Henry Francis. Bella ed elegante, in passato ha lavorato come modella, ora fa la casalinga.

### Joan Holloway
Joan Holloway (coniugata Harris; Christina Hendricks) è la capoufficio della Sterling Cooper prima e della Sterling Cooper Draper Pryce poi, figura di riferimento per le altre segretarie.

### Roger Sterling
Roger Sterling Jr. è interpretato da John Slattery. Il padre di Roger Sterling fondò, assieme a Bertram Cooper (Robert Morse), l'agenzia pubblicitaria Sterling Cooper nel 1923: Roger Sterling Jr. ereditò lo status di socio e i clienti al momento della morte del genitore. Cooper lo conosce da quando era bambino, ed è lui ad avergli presentato la donna che ha sposato, Mona (Talia Balsam). Roger combatté durante la seconda guerra mondiale sul fronte del Pacifico contro l'esercito giapponese, ed è un momento della sua vita di cui va particolarmente fiero e che rievoca spesso; l'odio per il popolo giapponese gli è rimasto ancora vivo anche dopo molti anni dalla fine del conflitto. Nel sesto episodio della quarta stagione della serie, Il premio, nel corso di un flashback viene mostrato il primo incontro tra Roger Sterling e il suo grande amico, Don Draper (Jon Hamm), avvenuto qualche tempo prima del 1960 (la serie è ambientata negli anni sessanta): Draper lavorava all'epoca in un negozio di pellicce e, quando Sterling vi si recò per acquistare un capo, saputo che egli dirigeva un'agenzia ne approfittò per sottoporgli le sue idee pubblicitarie. Poco tempo dopo Draper riuscì a farsi assumere, e da allora il rapporto con Sterling si tramutò in una solida amicizia.
Prima stagione
Nella prima stagione della serie, ambientata appunto nel 1960, Sterling viene presentato come un forte bevitore e fumatore, nonché un accanito donnaiolo: benché sposato con Mona, ha una relazione clandestina con la segretaria Joan Holloway (Christina Hendricks), per la quale si dichiara quasi tentato di chiedere il divorzio (la donna lo dissuade dal farlo), ma si concede anche altre avventure. Il suo stile di vita eccessivo lo porta ad avere due attacchi cardiaci ravvicinati, che però riescono solo per breve tempo a fargli cambiare abitudini. La preoccupazione per la salute del suo socio induce però Cooper a far diventare anche Draper socio dell'agenzia.
Seconda stagione
Nella seconda stagione (l'anno è il 1962), Sterling, chiusa la storia con Joan, è però sempre più insoddisfatto della sua routine familiare (Mona e Roger hanno una figlia, Margaret, una ragazza viziata e capricciosa, che ha col padre un rapporto burrascoso, costellato di litigi): incoraggiato da un colloquio con Don, lascia finalmente la moglie per la giovane e bella segretaria Jane Siegel (Peyton List), che, ottenuto il divorzio, sposerà. Le spese per il divorzio però fanno sì che egli si dichiari estremamente favorevole, a differenza di Cooper, alla vendita della Sterling Cooper all'agenzia britannica Puttnam Powell & Lowe, che ha luogo proprio al termine della stagione.
Terza stagione
Nella terza stagione (1963), quindi, il suo ruolo all'interno dell'ufficio comincia a diventare gradualmente sempre più marginale: il suo nome non viene neppure citato in un organigramma dell'agenzia mostrato nel corso di una riunione. L'unico cliente i cui rapporti con l'agenzia sono effettivamente curati da Roger è ormai la Lucky Strike, che però è anche il contratto più redditizio e importante per la Sterling Cooper: con Lee Garner Jr. (Darren Pettie), dirigente della multinazionale del tabacco, Roger ha un saldo rapporto. La sua amicizia con Don però inizia a incrinarsi: oltre a criticare aspramente la sua scelta di sposare Jane, Don è anche seccato per l'insistenza inopportuna di Roger nel convincerlo a firmare un contratto di lavoro con l'agenzia, cosa che l'uomo non desidera, preferendo continuare il rapporto sulle basi di un accordo verbale. La situazione di progressiva marginalizzazione sul lavoro però sembra non dispiacere più di tanto a Roger: i soldi incassati dalla vendita gli consentono di mantenere il suo stile di vita dispendioso e, contrariamente a quanto molti pensavano al momento delle nozze, il suo matrimonio con Jane sembra felice, tanto che egli respinge le avances di una sua ex fiamma, Annabelle Mathis. È quindi solo a fatica che Cooper e Draper riescono a convincerlo, al termine della stagione, a rinunciare alle sue sicurezze per buttarsi in un'impresa rischiosa, fondare una nuova agenzia, la Sterling Cooper Draper Pryce.
Quarta stagione
Nella quarta stagione (fine 1964-1965), Roger continua a curare esclusivamente i rapporti con la Lucky Strike, che è ora il cliente di gran lunga più importante della neonata Sterling Cooper Draper Pryce, sebbene sia chiaro che Lee Garner Jr. approfitti di questa posizione di forza per pretendere un trattamento di favore da Roger, divertendosi talvolta anche ad umiliarlo sottilmente, come quando, a un party natalizio in agenzia, lo costringe a indossare un costume da Babbo Natale, incurante del fatto che l'uomo avesse mostrato di gradire poco lo scherzo. Degli altri clienti si interessa poco, anzi, si rende anche protagonista di episodi spiacevoli, come quando cerca di far saltare un redditizio contratto con la giapponese Honda a causa del suo odio viscerale per gli ex nemici. Nonostante sia all'apparenza all'apice del successo, tanto che inizia anche a dettare la propria autobiografia, anche la sua vita privata inizia a mostrare segni di crisi: il rapporto con la frivola Jane comincia a stancarlo, ed egli continua a provare qualcosa per la sua vecchia fiamma, Joan, ormai sposata.
La situazione giunge a un punto di rottura quando Lee Garner Jr. gli comunica inaspettatamente che il consiglio di amministrazione della Lucky Strike ha deciso di abbandonare la Sterling Cooper Draper Pryce. Consapevole che la perdita rischia di mettere in ginocchio l'agenzia, Roger tiene per qualche tempo la cosa nascosta ai soci e tenta vanamente di riallacciare i contatti con altri vecchi clienti da lui a lungo trascurati; ben presto però la notizia diventa di dominio pubblico, e Don, Cooper e Pete Campbell (Vincent Kartheiser) lo rimproverano aspramente per la sua superficialità sul lavoro. Neppure la fidata Joan si mostra più disposta a dargli spago nella sua autocommiserazione. Contemporaneamente, proprio con quest'ultima, la situazione si è notevolmente complicata, poiché i due, cedendo a un momento di passione, hanno fatto l'amore e ora la donna aspetta un figlio. Roger la spinge subito ad abortire: Joan, pur dichiarandosi inizialmente d'accordo, decide invece, all'insaputa dell'amante, di tenere il bambino, facendo credere però al marito (che, arruolatosi nell'esercito, si trova in Vietnam) che il figlio sia il suo.
Quinta stagione
L'apporto di Roger all'attività dell'agenzia continua a essere quasi nullo anche all'inizio della quinta stagione (ambientata nel 1966): la Mohawk Airlines torna a essere cliente della Sterling Cooper Draper Pryce, ma quasi esclusivamente per merito di Pete, le cui mosse Roger cerca paradossalmente di anticipare e ostacolare. Anche il matrimonio di Roger con Jane è ormai soffocato dalla noia, tanto che, sotto l'effetto dell'LSD, i due parlano a cuore aperto e decidono di divorziare. Nei giorni successivi Jane sembra non essere più della stessa idea, ma la decisione ormai è presa. Inoltre, Roger non sembra aver alcun interesse a essere coinvolto nella crescita del figlio avuto con Joan.
Sesta stagione
Mentre Roger è a telefono con una nuova fidanzata, la segretaria entra nel suo ufficio piangendo a dirotto; una volta riagganciato, questo li informa che sua madre è morta, ma lui sembra non rimanerci troppo male. Successivamente viene avvisato anche della morte di Giorgio, il suo lustrascarpe. A quella notizia Roger scoppia in lacrime, dando finalmente sfogo alle sue emozioni. Sua figlia Margareth gli chiede un aiuto economico per suo marito; inizialmente accetta ma poi, durante la seduta dal suo psichiatra, comincia a credere che Margareth lo cerchi solo quando ha bisogno di soldi, dunque in un secondo momento si rifiuta di aiutarli. Sua figlia si arrabbia molto, perché lei e suo marito si trovavano in un momento economicamente molto difficile, e gli proibisce anche di vedere il piccolo Ellery. In seguito, Roger comincia a sentire il bisogno di far parte della vita del piccolo Kevin, avuto con Joan, ma lei glielo vieta. Alla fine della stagione, insieme ad altri soci dell'agenzia, darà a Don un congedo forzato dal lavoro per alcuni mesi. Inoltre, Joan lo invita al pranzo del Ringraziamento, permettendogli di far parte della vita di suo figlio, ma non della sua.

## Personaggi secondari

### Megan Calvet
Megan Calvet (Jessica Paré) è una splendida ragazza che lavora alla Sterling Cooper Draper Pryce. Dopo la morte di Miss Blankenship, la sostituisce come segretaria di Don Draper. Più smaliziata della dolce e fragile Allison, ha con Don un rapporto sessuale, ma promette di non fare scenate da innamorata. Nell'episodio finale della quarta stagione, Don le chiede di accompagnarlo in California per fare da baby-sitter ai suoi figli e, al loro ritorno, le chiede a sorpresa di sposarlo. La ragazza accetta felice. Nella quinta stagione, Megan e Don sono sposati e lei ora lavora come copywriter alla Sterling Cooper Draper Pryce. Il loro rapporto sembra ottimo, anche se Megan, a differenza della prima moglie di Don, Betty, è molto più indipendente e moderna e non si adatta al ruolo di moglie remissiva e ubbidiente. In compenso, il rapporto con la figliastra Sally è molto buono, finché Betty non interviene a mettere zizzania. I genitori di Megan, Emile e Marie (Julia Ormond), sono invece ai ferri corti. La ragazza, pur ottenendo brillanti successi nel suo lavoro all'agenzia (riesce a trovare un'idea per la campagna pubblicitaria di un cliente insoddisfatto, la Heinz), in cuor suo non ha abbandonato il suo sogno, che è quello di diventare attrice: a un certo punto, rivela a Don che intende licenziarsi, temendo che lui ci rimanga male: invece, Don accetta la sua scelta. Megan lascia l'agenzia e inizia a presentarsi a vari provini, ma senza successo. Sempre più demoralizzata e scontenta, sebbene gli amici e la madre la critichino per il suo atteggiamento infantile e l'ammoniscano che in realtà la sua situazione è migliore di quella di tanti altri che lottano per fare quello stesso lavoro, alla fine ricorre all'appoggio del marito per ottenere la parte in uno spot pubblicitario.

### Trudy Campbell
Gertrude "Trudy" Campbell (nata Vogel; Alison Brie) è la moglie di Pete Campbell. Figlia unica di Tom e Jeannie Vogel, nella prima stagione è presentata con una personalità molto decisa e impositiva, anche sul marito, ma anche viziata e capricciosa. Trudy e Pete si sposano all'inizio della prima stagione e vanno ad abitare in un appartamento in Park Avenue, Manhattan, acquistato con l'aiuto dei genitori di lei. Trudy è innamorata del marito, e si sforza di aiutarlo in vari modi, ad esempio pregando un suo ex fidanzato perché pubblichi un racconto di Pete nella sua rivista. Nel corso della seconda stagione, fra i due aumentano i dissidi a causa del forte desiderio di Trudy di avere un figlio, desiderio non condiviso da Pete: quando scopre di avere problemi di fertilità, Trudy vorrebbe adottare un bambino, ma Pete si oppone. Nella terza stagione, Trudy e Pete sembrano andare più d'accordo, sebbene Pete sia occasionalmente infedele verso la moglie. Nella quarta stagione, Trudy finalmente riesce a rimanere incinta, per la gioia di Pete, e dà quindi alla luce una bambina, che viene chiamata Tammy (dal nome del padre di Trudy, Tom). Nella quinta stagione, Pete e Trudy hanno lasciato il loro appartamento a Manhattan per trasferirsi in una villa unifamiliare fuori città: quella nuova sistemazione è l'ideale per Trudy, che con la maternità è diventata molto più "casalinga" e si dedica con passione alla bambina, mentre è molto sgradita a Pete, che rimpiange la metropoli. Nonostante il marito si lamenti, Trudy boccia decisamente la possibilità di un loro ritorno a New York, e neppure vuole che Pete cerchi un appartamento per sé da usare saltuariamente. La donna non si accorge però del progressivo allontanamento del marito, sempre più insoddisfatto e frustrato e stanco della noiosa vita matrimoniale: solo nell'ultima puntata della quinta stagione, preoccupata perché Pete torna a casa tardi e malconcio e dispiaciuta per la faticosa vita da pendolare cui è costretto (in realtà ha avuto una lite con il marito della sua amante), acconsente a cercare un appartamento per lui a Manhattan.

### Bert Cooper
Bertram "Bert" Cooper (Robert Morse) è il socio anziano della Sterling Cooper, un gentiluomo un po' eccentrico, trattato con grande rispetto da Sterling e Draper. Ha fondato l'agenzia nel 1923 assieme al padre di Roger Sterling e conosce Roger Sterling Jr. fin da quando questi era bambino; la defunta signora Cooper ha fatto conoscere a Roger la sua futura moglie Mona, ed egli tiene in ufficio una vecchia foto dei due Sterling insieme. Anche la sorella minore di Cooper, Alice, è socia della Sterling Cooper e, al termine della seconda stagione, suggerisce al fratello di acconsentire alla vendita dell'agenzia alla Puttnam, Powell & Lowe. Cooper è il proprietario di un dipinto di Mark Rothko e di una riproduzione dell'illustrazione erotica Il sogno della moglie del pescatore, dell'artista giapponese Hokusai, entrambi appesi nel suo ufficio, ed è un ammiratore di Ayn Rand. È appassionato dell'arte e della cultura giapponese, e fra le sue manie vi è la pretesa che chi entra nel suo ufficio debba obbligatoriamente togliersi le scarpe (egli stesso cammina spesso scalzo). È un sostenitore del Partito Repubblicano ed è lui a spingere perché la Sterling Cooper si occupi della campagna presidenziale di Nixon del 1960. Nella speranza di danneggiare Don Draper, Pete Campbell gli rivela il segreto di quest'ultimo, e cioè che egli ha assunto l'identità di un altro, ma Cooper rimane indifferente alla cosa. Dopo aver acconsentito a malincuore alla cessione della sua agenzia al termine della seconda stagione, sembra accettare un ruolo più marginale nella gestione degli affari; tuttavia, alla fine della terza stagione, torna al centro della scena quale cofondatore della Sterling Cooper Draper Pryce. Nella quarta stagione, si scopre che anni prima è stato sottoposto a una orchiectomia. Sempre nella medesima stagione, in polemica con la linea seguita da Don Draper, Bert annuncia ai partner le sue dimissioni, ma nella quinta serie egli si trova ancora al suo posto in ufficio, sebbene ora il suo ruolo sia più marginale.

### Ken Cosgrove
Kenneth "Ken" Cosgrove (Aaron Staton) lavora come rappresentante delle vendite presso la Sterling Cooper. Originario del Vermont, ha frequentato la Columbia University. Assieme agli amici e colleghi, è sempre molto impegnato a bere drink, flirtare con le segretarie e spettegolare in ufficio, ma è anche scrittore a tempo perso: un suo racconto viene pubblicato sulla rivista The Atlantic Monthly, il che suscita l'invidia di Pete e del copywriter Paul Kinsey. Nella terza stagione Ken e Pete sono promossi entrambi a capo del reparto vendite, e il fatto di dover dividere l'incarico fa infuriare Pete. Ken non è ambizioso e competitivo come il collega, ma ciò nonostante è bravo nel suo lavoro ed ha una mente più creativa, il che gli consente di scavalcarlo alla fine della terza stagione. Il personaggio non compare nelle prime puntate della quarta stagione, perché non è stato chiamato a far parte della nuova Sterling Cooper Draper Pryce: tuttavia, viene assunto in seguito, per il disappunto di Campbell che così si trova a lavorare di nuovo con la sua nemesi, sebbene stavolta sia lui il suo superiore. Sempre nella quarta stagione, Ken mette fine alla sua vita da scapolo impenitente e si fidanza con una ragazza proveniente da una famiglia dell'alta società di New York, Cynthia Baxter (Larisa Oleynik), il cui padre Ed (Ray Wise) è un importante uomo d'affari: nella quinta stagione i due sono ormai sposati. Ken, che non ha abbandonato la sua passione per la scrittura, ha grande stima della collega Peggy Olson, che ritiene ingiustamente sottovalutata; anch'egli, d'altra parte, non è pienamente soddisfatto del trattamento che riceve alla Sterling Cooper Draper Pryce. Nel penultimo episodio della quinta stagione, Roger gli chiede perentoriamente di sfruttare la sua parentela con Ed Baxter per assicurare un nuovo cliente all'agenzia, cosa che Ken aveva sempre voluto evitare: accetta, ma pretende che da quell'affare sia escluso il suo eterno rivale, Pete Campbell. Nel corso della sesta stagione, durante una battuta di caccia con alcuni dirigenti della Chevrolet, rimane ferito all'occhio destro a causa di un colpo di fucile sparato per errore da uno dei presenti, che costringerà Ken a indossare una benda.

### Harry Crane
Harold "Harry" Crane (Rich Sommer) ricopre, inizialmente, la posizione di media buyer alla Sterling Cooper. Originario del Wisconsin, è molto amico dei colleghi Paul, Ken e Sal, con i quali forma un gruppo affiatato, ma, a differenza di questi, è sposato, con Jennifer; il loro matrimonio sembra uno dei più riusciti della serie: Harry è sincero con la moglie e spesso chiede il suo consiglio anche in faccende di lavoro. Sebbene gli piaccia flirtare con le altre ragazze, si mantiene fedele alla moglie almeno fino all'undicesima puntata della prima stagione, quando, ubriaco, ha un rapporto occasionale con Hildy, la segretaria di Pete. Confessa tutto a Jennifer, che lo caccia di casa; nel corso della seconda stagione, comunque, i problemi coniugali appaiono risolti, e i due diventano genitori di una bambina. Harry appare talvolta fin troppo cauto e remissivo, e in un'occasione la sua riluttanza a prendere posizione porta al licenziamento del suo amico Sal Romano. Tuttavia, è anche il primo a intuire le grandi potenzialità della televisione per la pubblicità, e riesce così a farsi promuovere a capo del reparto televisivo della Sterling Cooper. Al termine della terza stagione, passa assieme ad alcuni colleghi alla nuova Sterling Cooper Draper Pryce come capo del reparto media, e in seguito mostra sempre più sicurezza di sé e decisione, soprattutto nel trattare con i network televisivi.

### Bobby Draper
Robert "Bobby" Draper (interpretato nel corso delle stagioni della serie dagli attori bambini Maxwell Huckabee, Aaron Hart, Jared S. Gilmore e Mason Vale Cotton) è il secondogenito di Don e Betty Draper.

### Gene Draper
Eugene Scott "Gene" Draper è il terzogenito di Don e Betty Draper. Nato nel corso della terza stagione, il 21 giugno 1963, è stato chiamato come il defunto padre di Betty.

### Sally Draper
Sally Beth Draper (Kiernan Shipka) è la primogenita di Don e Betty Draper. Da personaggio secondario, diventa una figura sempre più importante nel corso della terza e della quarta stagione (secondo la cronologia della serie, nella terza stagione ha 9 anni e 11 nella quarta). La morte del nonno, Gene Hofstadt, è un momento cruciale nella formazione di Sally, la colpisce profondamente e contribuisce a incrinare fortemente il suo rapporto con la madre. Il fatto che il fratellino appena nato venga chiamato come il nonno e che gli sia data la stanza che era stata di Gene senior convince la bambina che il neonato sia il fantasma del nonno ed ella ne diviene terrorizzata, al punto di non volerlo avvicinare. Sally è una ragazzina molto intelligente e legatissima al padre, tanto più dopo la separazione dei genitori e il conseguente trasferimento da casa di Don. Il suo comportamento problematico e ribelle e il fatto che frequenti Glen spingono Betty a portarla da una psicologa infantile nel corso della quarta stagione. A seguito del matrimonio fra suo padre e Megan, Sally stringe un buon rapporto di complicità e amicizia con la giovane matrigna, della quale diventa amica; accorgendosi di ciò, Betty, invidiosa e ferita, tenta di incrinare questo rapporto: da allora Sally diventa più fredda con Megan. Nel frattempo la ragazzina continua a frequentare Glen, ma in modo molto innocente: i due sono solo ottimi amici.

### Henry Francis
Henry Francis (Christopher Stanley) è un consigliere politico molto vicino al governatore di New York Nelson Rockefeller e al Partito Repubblicano. Il personaggio viene introdotto nel corso della terza stagione: conosce Betty Draper a un party organizzato da Roger Sterling e ne è immediatamente attratto. Dopo qualche tempo, la donna si rivolge a lui per chiedere il suo intervento per salvaguardare una locale area naturale. Betty sente che con Henry c'è una sintonia ben maggiore che con il marito Don. Capendo che la donna è infelice, Henry si offre di sposarla: al termine della terza stagione, i due si recano a Reno, dove la donna può ottenere rapidamente il divorzio. All'inizio della quarta stagione, vengono presentati come già marito e moglie e abitano con i figli di lei nella casa di Don, che in seguito lasceranno per trasferirsi a Rye. Henry ha una figlia, ormai adulta; la madre di Henry disapprova il matrimonio del figlio. L'unione con Betty, inizialmente molto felice, comincia a mostrare le prime crepe, principalmente perché i due non sono d'accordo su come affrontare le prime crisi adolescenziali di Sally.

### Paul Kinsey
Paul Kinsey (Michael Gladis) è uno dei copywriter della Sterling Cooper. Amico di Ken, Harry, Sal e Pete, e come loro dedito all'alcol e ad infastidire le ragazze, Paul in passato ha avuto una relazione con Joan, quindi ha frequentato una donna afro-americana di nome Sheila, con la quale nel corso della seconda stagione si reca in Mississippi per aiutare a far registrare nelle liste elettorali gli elettori di colore. Sfoggia uno stile più bohèmienne e alternativo dei suoi colleghi, ascolta musica jazz e occasionalmente fuma marijuana; Joan sostiene che spesso stia solo recitando una posa. È un grande fan della serie Ai confini della realtà, è un sostenitore di Kennedy e in genere ha idee politiche più progressiste rispetto ai colleghi (in un'occasione viene apostrofato come "comunista" e la sua barba viene paragonata a quella di Fidel Castro). Sebbene inizialmente incoraggi Peggy nei suoi primi passi come copywriter, in seguito, quando il talento di lei comincia a metterlo in ombra, diventa sempre più geloso e competitivo. A differenza di lei, non viene chiamato a far parte della Sterling Cooper Draper Pryce: il personaggio è uscito dalla serie al termine della terza stagione, ma ricompare in un episodio della quinta: nel frattempo si è unito al movimento Hare Krishna, e professa ormai indifferenza verso i beni materiali. Tuttavia chiede lo stesso l'aiuto dell'amico Harry Crane per far conoscere una sua sceneggiatura di un episodio di Star Trek ai produttori di Hollywood: Harry, pur non nutrendo molta fiducia nelle sue possibilità di successo, lo incoraggia a trasferirsi a Los Angeles per tentare di realizzare il suo sogno.

### Duck Phillips
Herman "Duck" Phillips (Mark Moses), introdotto al termine della prima stagione, è, nel corso della seconda, direttore del reparto account della Sterling Cooper. Ex marine e combattente sul fronte del Pacifico durante la seconda guerra mondiale, in precedenza impiegato presso gli uffici londinesi della Young & Rubicam, una relazione extraconiugale e la sua dipendenza dall'alcol gli sono costati il licenziamento. Ora egli ha smesso totalmente di bere ed è ansioso di far bene alla Sterling Cooper, anche se il fatto di non aver recuperato il rapporto con l'ex moglie, dalla quale ha avuto due figli, che sta anzi per risposarsi, sembra causargli dolore. Appena assunto, pone ai colleghi l'obiettivo di allargare la clientela e renderla al contempo più prestigiosa. Nel corso della seconda stagione, spinge perché vengano assunti creativi più giovani e perché venga abbandonato il contratto con la Mohawk Airlines per firmarne uno con la ben più importante American Airlines, decisione che Don Draper non approva e che infatti si rivela fallimentare, acutizzando la frattura tra i due. Al termine della seconda stagione, visti frustrati i suoi sforzi di ottenere la partnership nell'agenzia, Phillips favorisce l'acquisizione della Sterling Cooper da parte dell'agenzia britannica Puttnam, Powell & Lowe, ma neppure questa mossa si risolve in un suo successo: i nuovi proprietari, infatti, constatato che lui e Don Draper non possono lavorare insieme, preferiscono licenziare lui piuttosto che rinunciare al talento di Don. Durante la terza stagione, Duck fa la sua ricomparsa: lavora ora presso la Grey, un'altra agenzia di New York. Si intuisce che ha ripreso a bere. Cerca, senza successo, di convincere Pete e Peggy a lasciare la Sterling Cooper, e a seguito di questo incontro egli e Peggy hanno una relazione di breve durata. Ricompare nuovamente nel corso della quarta stagione, dapprima in una breve apparizione nell'episodio Il premio, poi in una scena in Il compleanno: in entrambi i momenti viene presentato come ubriaco e ormai ricaduto definitivamente nell'alcolismo. Cerca inutilmente di riconquistare Peggy e si presenta inaspettatamente di notte alla Sterling Cooper Draper Pryce, dove trova proprio la ragazza e Don Draper, con il quale ingaggia una breve lotta.

### Lane Pryce
Lane Pryce (Jared Harris) compare per la prima volta all'inizio della terza stagione: inglese, è il direttore finanziario della Sterling Cooper e il tramite tra la Puttnam, Powell & Lowe e la sede di New York. Suo compito è limitare le spese e occuparsi dei necessari tagli al personale; promuove sia Pete Campbell sia Ken Cosgrove a capi del reparto account. Il suo rapporto con Cooper, Sterling e Draper è inizialmente piuttosto freddo, mano a mano che si chiarisce lo scarso interesse dei nuovi proprietari inglesi nello sviluppo della loro branca statunitense. Lane rischia di essere rimpiazzato da un giovane e brillante nuovo arrivato e trasferito a Bombay, ma per sua fortuna il suo sostituto rimane ferito in un incidente ed egli rimane al suo posto. Quando, al termine della terza stagione, apprende che la Puttnam, Powell & Lowe è intenzionata a rivendere la Sterling Cooper e che il suo lavoro lì serviva solo ad aumentarne il valore, Pryce si unisce a Sterling, Cooper e Draper nel loro piano di fondare una nuova agenzia reclutando gli elementi migliori della Sterling Cooper: all'inizio della quarta stagione, infatti, è uno dei soci fondatori della Sterling Cooper Draper Pryce. Nel corso della stessa serie, il suo matrimonio entra in crisi, poiché sua moglie Rebecca non sopporta di vivere a New York e vuole assolutamente tornare a Londra, Lane invece ormai si sente a casa in America. Dopo la separazione, in contrasto con la sua immagine di inglese compassato, egli inizia a frequentare una coniglietta di Playboy di colore, di nome Toni Charles (Naturi Naughton). Riceve la visita inaspettata del padre, Robert (William Morgan Sheppard), giunto apposta dall'Inghilterra per convincerlo a riappacificarsi con la moglie: Lane vorrebbe invece presentargli la sua nuova fiamma, ma il padre è irremovibile, e arriva a usare le vie di fatto, picchiandolo con il suo bastone. Lane è costretto ad assentarsi da New York per qualche tempo per riunirsi alla famiglia; egli e Rebecca hanno un figlio di nome Nigel. All'inizio della quinta stagione, Lane è tornato assieme alla moglie e i due vivono a New York, ma l'uomo non è soddisfatto. La sua situazione finanziaria, anche a causa del contributo forzoso che ha dovuto fare, in qualità di partner, per risollevare l'agenzia al termine della quarta stagione, peggiora sempre di più, ma di questo l'uomo non informa nessuno, neppure la moglie, ricorrendo a menzogne e sotterfugi. Sembra che egli possa assicurarsi un buon successo personale, convincendo un manager della Jaguar a diventare cliente dell'agenzia, ma l'affare va a monte, il che dà origine a una violenta lite con il collega Pete Campbell. Lane è attratto da Joan, ma anche da quel punto di vista le speranze dell'uomo vengono deluse, perché la donna rifiuta, sia pure benevolmente, le sue avance. Nella dodicesima puntata della stagione, quando Don scopre che Lane, disperatamente bisognoso di denaro, ha falsificato una sua firma su un assegno, Lane viene costretto a dimettersi: incapace di sopportare la vergogna e non sapendo come risolvere la sua situazione, Lane si suicida, prima provando a soffocarsi coi gas di scarico della sua E-Type (l'auto, ironicamente, non parte), poi impiccandosi nel suo ufficio.

### Stan Rizzo
Stan Rizzo (Jay R. Ferguson) è il direttore del reparto artistico della Sterling Cooper Draper Pryce. In precedenza aveva lavorato nello staff di Lyndon B. Johnson per le elezioni presidenziali del 1964. Peggy non va inizialmente molto d'accordo con lui a causa del suo atteggiamento condiscendente, e perché egli insiste a prenderla costantemente in giro ritenendola repressa ed eccessivamente seriosa: per dimostrargli il contrario, e per verificare che la presunta libertà sessuale di lui è in realtà tutta millanteria, Peggy accetta di mettersi a lavorare di fronte a lui completamente nuda, mentre Stan si mostra estremamente a disagio e imbarazzato. Dopo ciò, l'uomo inizia a rispettarla di più e i due lavorano bene insieme.

### Sal Romano
Salvatore "Sal" Romano (Bryan Batt) è il direttore del reparto artistico della Sterling Cooper. Italoamericano, viene da Baltimora. Sebbene dapprima fidanzato e poi sposato con una ragazza di nome Kitty (Sarah Drew), Sal ha chiare tendenze omosessuali, ma è il primo a non riuscire ad ammetterlo con sé stesso: al contrario, assieme ai colleghi maschi fa ostentatamente battute sessiste e tiene a che la sua immagine sia fedele allo stereotipo del latin lover. Nel corso della prima stagione, Sal respinge le avances di un cliente della Sterling Cooper, che invece ha capito la sua intima natura. Col tempo questo lavoro di repressione dei propri impulsi diventa sempre più frustrante per Sal, che in una puntata della seconda stagione, Il violino d'oro, sembra anche iniziare a provare una certa attrazione, mai palesata, per il collega Ken Cosgrove; anche la moglie, dapprima ingenuamente innamorata, comincia a divenire sospettosa sulle tendenze del marito. L'omosessualità di Sal viene scoperta casualmente da Don Draper nel primo episodio della terza stagione, quando egli finalmente cede all'attrazione per un facchino di un albergo: tuttavia, Don non cambia atteggiamento verso Sal, mostrandosi molto discreto e rispettoso, e anzi incoraggiandolo a sviluppare il suo talento per la regia di spot televisivi. Sempre nel corso della terza stagione, Sal rifiuta le avances di un importante cliente della Sterling Cooper, Lee Garner Jr. della Lucky Strike, che quindi, offeso, pretende il suo licenziamento, senza ovviamente rivelarne il vero motivo: il personaggio è quindi ormai uscito dalla serie.

### Freddy Rumsen
Frederick C. "Freddy" Rumsen (Joel Murray) è un anziano ed esperto copywriter della Sterling Cooper. È il primo a notare e incoraggiare il talento della timida segretaria Peggy Olson e da allora è uno dei suoi maggiori alleati. È un tipo spiritoso e simpatico, ma ha anche seri problemi con l'alcol, il che finisce per costargli il posto di lavoro quando si ubriaca poco prima di una presentazione per i clienti della Samsonite. L'incidente non ha gravi conseguenze perché al suo posto se ne occupa Peggy, ma Pete riferisce lo stesso l'accaduto a Duck Phillips e Roger Sterling, che sono d'accordo nel licenziare Freddy. Il suo posto viene preso da Peggy, che però non riesce a godersi la promozione pensando che le è stata concessa a spese di colui che l'ha sempre aiutata e sostenuta (episodio Un nuovo inizio della seconda stagione). Freddy Rumsen, rimasto comunque in ottimi rapporti con Sterling e Draper, ricompare però nel secondo episodio della quarta stagione, quando viene assunto dalla Sterling Cooper Draper Pryce: ha ormai smesso completamente di bere e Peggy è felicissima di poter lavorare di nuovo con lui, sebbene la sua età avanzata lo porti ad avere idee un po' antiquate, soprattutto sul ruolo delle donne, a cui la ragazza a volte non può trattenersi dal reagire con fastidio.

## Altri personaggi

### Allison
Allison (Alexa Alemanni) è la segretaria di Don Draper, dapprima alla Sterling Cooper, quindi alla Sterling Cooper Draper Pryce. Inizia come addetta alla reception e arriva alla scrivania di Don solo nella terza stagione, in sostituzione di Jane Siegel. Il personaggio ha un ruolo molto marginale nelle prime tre stagioni: ha una relazione altalenante con Ken Cosgrove, con il quale trascorre la notte durante il party per la maratona elettorale delle elezioni presidenziali del 1960. Nel 1964 circa (nell'intervallo tra la terza e la quarta stagione), viene assunta alla Sterling Cooper Draper Pryce e riprende il suo posto quale segretaria di Draper. Nella notte del party natalizio dell'ufficio, Allison si reca a casa di Don per portargli le chiavi che egli, ubriaco, ha dimenticato all'agenzia: i due finiscono per fare l'amore. Per Draper però la cosa non conta assolutamente nulla, come la ragazza capisce. Continua, con qualche imbarazzo, a lavorare per lui per qualche tempo, ma nel quarto episodio della quarta stagione ha una crisi di pianto durante un focus group in cui si trattava il tema delle relazioni con gli uomini. Decide di dare le dimissioni, ma la freddezza e l'insensibilità dimostrate per l'ennesima volta da Draper le fanno perdere il controllo e lasciare l'ufficio dopo una violenta scenata.

### Joey Baird
Joey Baird (Matt Long) è un giovane artista che lavora come freelance per la Sterling Cooper Draper Pryce dall'inizio della quarta stagione. Joey e Peggy sembrano inizialmente lavorare bene insieme, ma successivamente il ragazzo esagera con il suo umorismo a volte pesante e i suoi commenti ingiuriosi. Il suo bersaglio è soprattutto Joan, della quale fa anche una caricatura oscena ritraendola mentre pratica sesso orale a Lane Pryce: scoperta la cosa, Peggy gli ordina di scusarsi, ma, visto che Joey non la prende sul serio, lo licenzia.

### Jimmy e Bobbie Barrett
Bobbie Barrett (Melinda McGraw) è la moglie (e manager) del comico Jimmy Barrett (vero nome Jimmy Bernstein; Patrick Fischler), che viene scelto per interpretare uno spot delle patatine Utz. Quando Jimmy, noto per il suo umorismo pesante e tagliente, prende in giro crudelmente la moglie del produttore delle patatine per la sua stazza, Don deve intervenire per rimediare alla gaffe: ha un incontro con Bobbie, alla quale dice che Jimmy deve assolutamente scusarsi. Nel riaccompagnarla a casa in auto, Don e Bobbie copulano, e la loro relazione clandestina prosegue durante il corso della seconda stagione. Bobbie ha un'idea per un programma televisivo di candid camera presentato da Jimmy, che Don l'aiuta a pubblicizzare. Mentre si recano nella casa al mare di lei, i due hanno un incidente automobilistico, senza gravi conseguenze: vengono riaccompagnati in città da Peggy, chiamata in aiuto, alla quale viene chiesto anche di essere discreta sull'accaduto. La ragazza inoltre ospita Bobbie (che non vuole farsi vedere dal marito con i segni dell'incidente sul volto) nel suo appartamento per qualche giorno: Bobbie le chiede se stia dando una mano a Don perché è innamorata di lui, ma Peggy le risponde che è per ricambiare l'aiuto che in passato egli le ha dato in un'altra occasione. La relazione fra Bobbie e Don termina bruscamente quando ella rivela all'amante che ha parlato delle sue capacità a letto con alcune sue amiche ed ex amanti di lui. In seguito, Jimmy rivela a Betty i suoi sospetti di una relazione fra i loro rispettivi coniugi, e la donna caccia il marito di casa. In un altro episodio successivo, Don incontra per caso Jimmy in un casinò e lo colpisce con un pugno.

### Glen Bishop
Glen Bishop (Marten Weiner, figlio del creatore della serie Matthew Weiner) è il figlio di Helen Bishop, vicina di Betty. Nel corso della prima stagione, ambientata nel 1960, ha nove anni. Ha una cotta per Betty e una sera, quando ella si trova a casa sua per fargli da baby-sitter, entra in bagno mentre la donna lo sta usando e le chiede in dono una ciocca dei suoi capelli. Quando Helen lo scopre, proibisce al figlio di vedere i Draper. Nella seconda stagione, Glen scappa di casa e si nasconde nel giardino dei Draper, nella casetta giocattolo dei bambini. Propone a Betty di fuggire con lui, ma, quando ella invece avvisa sua madre di venire a prenderlo, reagisce con rabbia pensando di essere stato tradito. Ricompare nel corso della quarta stagione, in cui stringe amicizia con Sally Draper, cosa cui Betty è fortemente contraria, arrivando a proibire alla figlia di vedere il ragazzino.

### Helen Bishop
Helen Bishop (Darby Stanchfield) è una vicina dei Draper, divorziata e madre di due figli. Lavora come volontaria per organizzare la campagna presidenziale di John F. Kennedy. Il suo divorzio e altre "stranezze" come l'abitudine di passeggiare la sera da sola la rendono oggetto di pettegolezzi fra le signore del quartiere amiche di Betty. Con quest'ultima poi un'ulteriore causa di tensione è dovuta all'inquietante fissazione che Glen, il figlio di Helen, sviluppa per Betty Draper: quando Helen, incontrata Betty al supermercato, le chiede perché abbia acconsentito alla richiesta del bambino di dargli una ciocca di capelli, Betty la schiaffeggia. Quando Glen scappa di casa e si rifugia dai Draper, Betty avvisa subito Helen, ma le suggerisce di dedicare più attenzione al figlio, che chiaramente si sente solo e trascurato. A lei Betty confida anche la crisi che il suo matrimonio con Don sta attraversando.

### Ida Blankenship
Ida Blankenship (Randee Heller) è l'anziana segretaria di Bert Cooper, in servizio presso di lui da molti anni; per le prime tre stagioni non compare mai in scena, ma viene solo menzionata dagli altri personaggi, solo nella quarta stagione viene introdotta quale nuova segretaria di Don Draper, in sostituzione di Allison, andata via sbattendo la porta dopo essere stata sedotta e abbandonata dall'uomo. Miss Blankenship è brusca, priva di tatto, spesso fa commenti sgradevoli o imbarazzanti, tuttavia proprio il suo carattere impossibile, la sua età avanzata e la sua poca avvenenza la rendono la scelta migliore per Don, che molto difficilmente commetterà con lei lo stesso errore fatto con la precedente segretaria. Tuttavia, nella sua autobiografia, che sta dettando in un registratore, Roger Sterling rivela che in passato la bisbetica vecchietta era una donna molto sensuale e vorace, con la quale aveva avuto una storia. Miss Blankenship muore improvvisamente e silenziosamente alla sua scrivania alla Sterling Cooper Draper Pryce nel nono episodio della quarta stagione, ambientata nel 1965; poiché Cooper ricorda che ella era nata nel 1898, si deduce che aveva 67 anni al momento del decesso.

### Andrew e Dorothy Campbell
Andrew Campbell (Christopher Allport) è il padre di Pete Campbell. Egli disapprova la scelta del figlio di lavorare nella pubblicità e lo tratta con freddezza e disprezzo. Nel secondo episodio della seconda stagione, Disastro aereo, Andrew muore nell'incidente aereo del volo American Airlines 1; si scopre quindi che egli ha sperperato il patrimonio suo e della moglie per mantenere uno stile di vita al di là delle sue possibilità. Dorothy "Dot" Dyckman Campbell (Channing Chase) è la madre di Pete, anch'ella estremamente distante e altezzosa: è decisamente contraria al fatto che Pete e Trudy ricorrino all'adozione per avere un figlio e lo esprime con parole molto pesanti: offeso, Pete le rivela crudelmente la verità sullo stato finanziario della famiglia.

### Bud e Judy Campbell
Andrew "Bud" Campbell Jr. (Rich Hutchman) è il fratello maggiore di Pete. Più favorito dai genitori, ha comunque un buon rapporto con Pete. È lui a rivelargli la loro difficile situazione finanziaria e a prendere i necessari drastici provvedimenti per assicurare un adeguato sostentamento alla madre. Judy (Miranda Lilley) è sua moglie, che, a differenza di Trudy, è ben contenta di non avere figli. Bud si lascia scappare con la madre che Pete e Trudy, non riuscendo a concepire un figlio dopo mesi di tentativi, contemplano l'ipotesi dell'adozione.

### Tammy Campbell
Tamsin "Tammy" Campbell è la figlia di Pete e Trudy, nata nel 1965, tra il 7 e il 10 settembre, nel corso della quarta stagione, dopo un travaglio lungo e difficoltoso durato più di due giorni. Non è però l'unica figlia di Pete, che è già diventato padre, nel 1960, di un figlio avuto con Peggy Olson, che però non ha mai conosciuto perché la ragazza lo ha dato in adozione.

### Carla
Carla (Deborah Lacey) è una donna afroamericana che lavora come governante in casa Draper sin dalla nascita di Sally, e vi rimane anche dopo il divorzio di Betty e le sue seconde nozze con Henry Francis. Pacata, saggia e sensibile, con i suoi consigli e le sue parole rassicuranti è spesso di conforto per Betty quando il suo matrimonio con Don attraversa periodi difficili: viene però bruscamente licenziata dalla donna perché permette a Glen Bishop di entrare in casa per salutare Sally.

### Arthur Case
Arthur Case (Gabriel Mann) è un ragazzo che frequenta lo stesso maneggio di Betty e della sua amica Sarah Beth Carson (Missy Yager). Benché fidanzato con la ricca Tara (Cameron Goodman), ben presto egli manifesta una forte attrazione verso Betty. È anche uno dei pochi a capire che la donna, dietro l'apparenza di una vita perfetta, è in realtà molto infelice. Tuttavia, Betty respinge le sue avances, favorendo invece la tresca di Arthur e di Sarah Beth, più anziana di lui e sposata.

### Dawn Chambers
Dawn Chambers (Teyonah Parris) è la prima impiegata di colore della Sterling Cooper Draper Pryce. Assunta all'inizio della quinta stagione, in realtà a causa di un equivoco (l'agenzia aveva fatto pubblicare una finta offerta di lavoro per persone di colore per cavalcare le proteste contro un'agenzia rivale, resasi protagonista di un episodio di razzismo: quando però i candidati si erano presentati realmente, per paura della pubblicità negativa non era stato possibile non assumere nessuno sul serio), lavora come segretaria di Don Draper.

### Ted Chaough
Ted Chaough (Kevin Rahm) è, nella quarta stagione, un pubblicitario che lavora in un'agenzia rivale della Sterling Cooper Draper Pryce, la Cutler Gleason & Chaough (CGC): è costantemente in competizione con Don Draper, cui tenta di soffiare il contratto con la Honda. Al termine della quarta stagione, venuto a conoscenza delle difficoltà della Sterling Cooper Draper Pryce, cerca di convincere Pete Campbell a unirsi alla CGC. In seguito, alla fine della quinta stagione, è proprio a lui che si rivolge Peggy, desiderosa di dare finalmente una scossa alla sua carriera, che reputa stagnante: Ted Chaough, che ammira il suo talento, le fa un'offerta economica molto vantaggiosa e la ragazza decide di accettarla, dando le dimissioni dalla Sterling Cooper Draper Pryce.

### Jennifer Crane
Jennifer Crane (Laura Regan) è la moglie di Harry Crane. Al contrario delle altre consorti dei protagonisti della serie, Jennifer ha un lavoro, all'American Telephone & Telegraph. Ha un carattere concreto e generoso, ma non proviene dai medesimi ambienti esclusivi e sofisticati delle altre signore, e talvolta pertanto ha difficoltà a inserirsi; sembra in particolare sentire una certa "rivalità" con Trudy Campbell. Il matrimonio con Harry, sereno e ben riuscito, ha superato una grave crisi quando egli l'ha tradita con la segretaria Hildy nella prima stagione, ma già nella seconda i due sono di nuovo insieme e sono diventati genitori di una bambina, Beatrice Grace, nata nel 1962.

### Midge Daniels
Midge Daniels (Rosemarie DeWitt) è una pittrice e illustratrice che, nel corso della prima stagione, ha una relazione con Don Draper. Frequenta l'ambiente alternativo del Greenwich Village e un gruppo di proto-hippie, fuma marijuana e legge autori come Jack Kerouac e Allen Ginsberg. Oltre a Don ha anche altri amanti e, quando l'uomo si accorge che probabilmente è innamorata di un altro, tronca la relazione. Midge ricompare nella quarta stagione; nel frattempo si è sposata, incontra Don e lo invita nel suo appartamento, dove cerca di vendergli un suo quadro: ha infatti bisogno di denaro contante poiché è diventata eroinomane. Mosso a pietà, Don acquista una tela e se ne va.

### Howard e Beth Dawes
Howard (Jeff Clarke) e Beth Dawes (Alexis Bledel) sono una coppia di coniugi che, nella quinta stagione, abitano non lontano da Pete e Trudy Campbell, a Cos Cob, Connecticut: Howard e Pete prendono lo stesso treno per andare e tornare da New York. Nel corso dei viaggi, parlano spesso delle loro consorti: Howard, che quando si riferisce alla moglie ne parla sempre con fastidio e quasi come se fosse strana o malata, approfitta di un appartamento che possiede a New York per incontrarvi le sue amanti, e spinge Pete a fare lo stesso. Pete incontra casualmente Beth una sera alla stazione, l'accompagna a casa e fra i due scatta immediatamente una forte attrazione, tanto che finiscono per fare l'amore. L'uomo spera che possa nascerne una relazione seria, ma la donna invece decide di non volerlo più vedere, e rifiuta qualsiasi tentativo di riavvicinamento. Nei mesi successivi, Pete non può far altro che continuare a fantasticare su di lei, fin quando non la rivede un giorno in treno. I due hanno un nuovo incontro e Beth gli rivela che il marito, per "curare" la sua depressione e melancolia, ha deciso di farla sottoporre all'elettroshock: quando Pete le propone di fuggire insieme, rifiuta. Pete si reca a trovarla in ospedale, ma Beth ormai non si ricorda più di lui; quando, ancora turbato per quell'incontro, l'uomo in treno incontra Howard, sempre sgradevole e crudele verso la moglie, non si trattiene e i due vengono alle mani.

### Anna Draper
Anna Draper (Melinda Page Hamilton) è la vedova del vero Don Draper (Troy Ruptash), l'uomo la cui identità Dick Whitman ha assunto dopo essere stato testimone della sua morte nella guerra di Corea. In un flashback ambientato negli anni cinquanta, mostrato nel corso della seconda stagione, Anna rintraccia Dick/Don, che ha iniziato a lavorare come rivenditore di auto usate, e lo accusa subito di non essere chi dice di essere, Don allora le rivela che il marito è morto, e il perché del suo gesto. A dispetto di questo primo incontro molto teso, Don e Anna diventano poi ottimi amici, la donna non rivela il suo segreto, e Don, che formalmente è a tutti gli effetti suo marito, la ripaga comprandole una casa in California. La casa di Anna è anche il rifugio sicuro di Don in momenti di crisi: l'amica funge spesso da confidente ed egli si reca più volte a trovarla a Los Angeles. In un altro flashback, quando Don incontra Betty e si decide a chiederle di sposarlo, chiede ad Anna di concedergli il "divorzio", ed ella subito accetta. Anna ha una sorella maggiore, Patty (Susan Leslie), e una nipote di nome Stephanie (Caity Lotz): zia e nipote sono molto simili, anticonformiste, libere, di buon cuore. Proprio Stephanie nella quarta stagione informa Don che Anna ha un cancro in fase terminale, ma la famiglia ha deciso di lasciarla all'oscuro di ciò: Don, dapprima contrario, accetta di fare lo stesso. Anna muore qualche tempo dopo: Don la piange amaramente come l'unica persona che lo conoscesse realmente.

### Abe Drexler
Abe Drexler (Charlie Hofheimer) è uno scrittore conosciuto da Peggy a una festa nel corso della quarta stagione. Sebbene egli esprima alcune critiche sulla professione di pubblicitario che non fanno piacere alla ragazza, poco dopo, quando, per nascondersi durante una retata della polizia, i due si ritrovano chiusi assieme in una stanza, si scambiano un bacio. Con l'aiuto della comune amica Joyce Abe riesce a ottenere un altro incontro qualche tempo dopo, in cui ha modo di scusarsi ma anche di far notare a Peggy che alcune delle aziende per le quali la sua agenzia lavora hanno politiche discriminatorie verso i neri, la ragazza le accomuna alle discriminazioni che le donne devono subire sul lavoro, e fra i due nasce un altro battibecco. In seguito, Abe va a trovare Peggy in ufficio per portarle un articolo che ha scritto che gli è stato ispirato dalle sue parole: sebbene, dopo averlo letto, la ragazza reagisca con rabbia perché, facendo il nome di alcune aziende clienti della Sterling Cooper Draper Pryce, Abe rischia di metterla in una posizione spiacevole, le idee ivi espresse la colpiscono. Peggy e Abe si incontrano nuovamente mentre lei sta tornando da una notte passata in spiaggia con Joyce: tornata a casa, la ragazza lo invita a salire nel suo appartamento, e i due fanno l'amore. Da quel momento sono fidanzati.

### Suzanne Farrell
Suzanne Farrell (Abigail Spencer) compare per la prima volta all'inizio della terza stagione: è la maestra di Sally Draper e fra lei e Don scatta immediatamente una certa attrazione. Dopo un corteggiamento sempre più intenso, alla fine i due diventano amanti. Suzanne viene dipinta come una donna idealista e appartenente alla nascente cultura dei "figli dei fiori" che avrà pieno sviluppo nella seconda metà degli anni sessanta. Il suo fratello minore, Danny (Marshall Allman), soffre di epilessia e, a causa della sua disabilità, non riesce a mantenere un lavoro a lungo e dà parecchie preoccupazioni alla sorella. Al termine della terza stagione, sembra che Don desideri rendere più seria la sua relazione con Suzanne, ma i suoi piani vengono sconvolti quando Betty scopre tutto sul suo passato.

### Pauline Francis
Pauline Francis (Pamela Dunlap) è l'anziana madre di Henry Francis, comparsa per la prima volta nel corso della quarta stagione: non è stata molto felice delle seconde nozze del figlio con Betty, che non perde occasione di criticare, soprattutto perché ritiene non abbia insegnato la buona educazione ai suoi bambini, in particolare a Sally, con cui si comporta in modo molto severo.

### Lee Garner Jr.
Lee Garner Jr. (Darren Pettie) è un potente dirigente della Lucky Strike, figlio del presidente della compagnia, Lee Garner Sr. (John Cullum). La multinazionale del tabacco è uno dei più importanti clienti della Sterling Cooper prima e della Sterling Cooper Draper Pryce poi. Arrogante e prepotente, Lee Garner Jr. è perfettamente cosciente del fatto che la Lucky Strike è troppo importante per la sopravvivenza dell'agenzia, e che quindi può permettersi qualsiasi cosa: nella terza stagione, infatti, pretende il licenziamento su due piedi di Sal Romano, solo perché questi ha rifiutato le sue avances, mentre nella quarta stagione si autoinvita al party di Natale della Sterling Cooper Draper Pryce, divertendosi a umiliare Roger Sterling facendolo vestire da Babbo Natale. Qualche tempo dopo, informa lo stesso Sterling che la Lucky Strike ha deciso di chiudere il rapporto con l'agenzia.

### Padre John Gill
Il padre John Gill (Colin Hanks) è un giovane prete cattolico che per qualche periodo officia nella chiesa frequentata dalla famiglia di Peggy a Brooklyn: compare per la prima volta nell'episodio Tre domeniche della seconda stagione. Gesuita, ha idee abbastanza moderne per l'epoca, e, saputo che Peggy lavora come pubblicitaria, le chiede alcuni consigli su come meglio presentare il sermone e organizzare la festa di ballo della parrocchia. Viene a sapere della passata gravidanza di Peggy quando la sorella di lei, Anita, va a confessarsi; da quel momento si impegna perché Peggy si riconcili con la Chiesa confessando i suoi peccati, più volte invitandola ad aprirsi con lui se lo desidera e ad accostarsi all'eucaristia. Peggy inizialmente apprezza la sua amicizia, ma diventa poi sempre più perplessa di fronte all'insistenza del sacerdote: padre Gill compare per l'ultima volta nell'episodio finale della seconda stagione, in cui a un ennesimo tentativo per spingere la ragazza a confessarsi, prospettandole l'inferno se non lo farà, ma Peggy se ne va.

### Michael Ginsberg
Michael Ginsberg (Ben Feldman) è un giovane e brillante copywriter che viene assunto alla Sterling Cooper Draper Pryce all'inizio della quinta stagione. Le sue idee sono originali e provocatorie, ma talvolta si lascia trascinare eccessivamente dal suo estro e travalica i confini che il suo superiore, Don, gli impone. Michael è ebreo e vive in un appartamento assieme al padre.

### Francine Hanson
Francine Hanson (Anne Dudek) è una vicina dei Draper e una delle più care amiche di Betty. Molto intrigante e pettegola, nella prima stagione le sue energie sono rivolte principalmente a sparlare della nuova arrivata nel quartiere, Helen Bishop, che suscita la curiosità delle signore perché da poco divorziata. Francine è sposata con Carlton (Kristoffer Polaha) e nella prima stagione ha appena avuto un bambino. In seguito scopre che il marito la tradisce e lo rivela disperata e furibonda a Betty: all'inizio della seconda stagione, la coppia sembra essersi riconciliata.

### Greg Harris
Il dr. Greg Harris (Samuel Page) è il fidanzato, poi marito di Joan. La personalità forte e decisa della sua compagna, e anche il suo passato vivace, sembrano metterlo a disagio, tanto che un giorno, essendo venuto a prendere la ragazza alla Sterling Cooper, per dimostrarle la sua autorità maschile la violenta nell'ufficio di Don. La sua insicurezza emerge anche sul lavoro, perché non riesce a ottenere la promozione a caporeparto su cui lui e Joan avevano molto sperato, e in previsione della quale la donna aveva lasciato l'ufficio. Nonostante i suoi difetti e la sua tendenza ad autocommiserarsi, però, Joan è innamorata di lui e cerca di sostenerlo in ogni modo. Dopo la mancata promozione, Greg decide senza consultarsi con la moglie di arruolarsi per diventare medico dell'esercito: dopo un periodo di addestramento, viene inviato in Vietnam. Greg e Joan hanno intenzione di avere figli; la donna rimane in effetti incinta, ma il figlio è di Roger a causa di un rapporto occasionale; ciò nonostante, Joan decide di tenerlo e di far credere al marito che sia suo, e Greg ne è convinto. Quando però Joan scopre che, terminato l'anno di servizio in Vietnam, l'uomo si è offerto volontario per proseguire, si arrabbia e decide di piantarlo.

### Hildy
Hildy (Julie McNiven) è la segretaria di Pete Campbell alla Sterling Cooper, nelle prime tre stagioni della serie. A causa del carattere scostante e umorale del suo capo, i due non vanno molto d'accordo. Nella prima stagione, Hildy e Harry Crane, dopo aver bevuto troppo, finiscono per fare l'amore nell'ufficio di lui, ma l'uomo, che è sposato, si pente subito della sua scappatella.

### Conrad Hilton
Conrad "Connie" Hilton (Chelcie Ross) è il realmente esistito Conrad Hilton, fondatore della catena alberghiera Hilton. Incontra Don Draper, senza però presentarglisi, nel corso della terza stagione, a una festa organizzata da Roger Sterling, e lo ricontatta poi perché si occupi della pubblicità per i suoi hotel. Nasce con Don un rapporto di grande fiducia e stima (in un'occasione ammette di considerarlo quasi come un figlio), tanto che Hilton vorrà che Draper lo segua addirittura a Roma per visionare il suo albergo in quella città. È lui a rivelare a Don che la Sterling Cooper sta per essere comprata dalla McCann Erickson: a causa di queste incertezze societarie, egli si sgancia dal suo contratto pubblicitario ed esce di scena.

### Gene Hofstadt
Eugene "Gene" Hofstadt (Ryan Cutrona) è l'anziano (ha combattuto nella prima guerra mondiale) padre di Betty. Compare per la prima volta nel corso della prima stagione: passati alcuni mesi dalla morte della moglie Ruth, comincia a frequentare un'altra donna, Gloria Massey, cosa che infastidisce molto Betty. I due sono sposati a partire dalla seconda stagione. Nel 1962, Gene ha un paio di ictus che lo lasciano indebolito e soprattutto mentalmente confuso: talvolta crede di essere tornato ai tempi dell'esercito o al proibizionismo, oppure scambia la figlia per la moglie morta. La sua salute sempre più in declino è il motivo per cui Gloria lo lascia all'inizio della terza stagione, ed egli va a vivere in casa Draper, dove si rafforza il suo legame affettivo con la nipotina Sally. Muore nel giugno 1963, poco prima della nascita del terzo figlio di Betty e Don, che viene chiamato "Gene" in sua memoria.

### William e Judy Hofstadt
William Hofstadt (Eric Ladin) è il fratello minore di Betty Draper. Ha due figlie dalla moglie Judy (Megan Henning). William e Betty sono in disaccordo riguardo ai provvedimenti da prendere sulla casa paterna (Betty non vuole che William vi abiti) e al modo di prendersi cura del padre Gene ora che la sua salute sta rapidamente deteriorando: mentre egli pensa che starebbe bene in un ospizio, la sorella vorrebbe tenerlo in casa. Judy sembra da parte sua molto affezionata al suocero.

### Hollis
Hollis (La Monde Byrd) è l'addetto all'ascensore nel grattacielo di Madison Avenue in cui ha sede la Sterling Cooper. Afroamericano, ha talvolta alcuni scambi di battute con gli impiegati dell'agenzia, in particolare in un'occasione con Pete Campbell, il quale chiede il suo parere per capire quale strategie usare per rivolgersi al crescente mercato costituito dai consumatori afroamericani.

### Gail Holloway
Gail Holloway (Christine Estabrook) è la madre di Joan, apparsa per la prima volta all'inizio della quinta stagione. Trasferitasi a casa della figlia per aiutarla col piccolo Kevin in assenza del marito, partito per il Vietnam, preme affinché ella rinunci a tornare alla Sterling Cooper Draper Pryce e si dedichi a fare la mamma a tempo pieno.

### John Hooker
John Hooker (Ryan Cartwright) è l'assistente di Lane Pryce nella terza stagione. Anch'egli proveniente dall'Inghilterra, si considera ben più di un semplice segretario, piuttosto un braccio destro del suo capo, e tratta con una certa altezzosità le altre segretarie della Sterling Cooper e specialmente Joan Harris (che sostituirà nella carica di capoufficio quando ella si dimetterà per dedicarsi completamente alla casa e al marito).

### Edna Keener
La dott.ssa Edna Keener (Patricia Bethune) è una psicologa infantile con cui Sally, il cui comportamento Betty non riesce più a controllare, fa alcune sedute nel corso della quarta stagione. La donna si mostra soddisfatta dei progressi della ragazzina, e propone che gli incontri diventino meno frequenti, ma Betty non è d'accordo. La dottoressa sostiene che anche per Betty parlare delle sue ansie con uno specialista sarebbe di aiuto.

### Mark Kerney
Mark Kerney (Blake Bashoff) è, per un certo periodo nel corso della quarta stagione, il fidanzato di Peggy. Il loro primo incontro non viene mostrato. Poiché la ragazza desidera aspettare prima di andare a letto con lui, Mark si convince erroneamente che ella sia vergine e cerca di spingerla a superare le sue presunte paure. Accompagna la fidanzata al party natalizio della Sterling Cooper Draper Pryce, dove Peggy lo presenta ai colleghi. Per il compleanno della ragazza, organizza una cena, cui, all'insaputa di lei, invita anche Katherine e Anita Olson; Peggy viene però trattenuta in ufficio da Don per terminare un lavoro, telefona per dire che ritarderà ma fra i due scoppia comunque un litigio, aggravatosi quando Peggy viene a sapere che al ristorante l'aspettano anche la madre e la sorella, cosa che non gradisce affatto: i due si lasciano.

### Gloria Massey
Gloria Hofstadt, nata Massey (Darcy Shean), è la seconda moglie di Gene Hofstadt. Betty Draper non la sopporta e la ritiene una profittatrice. Nella seconda stagione Gloria cerca di tenere nascosta la gravità della malattia di Gene. Non compare nel corso della terza stagione, ma il fratello di Betty, William, rivela che, non riuscendo a convivere con le condizioni sempre più gravi di Gene, lo ha lasciato.

### Rachel Menken
Rachel Katz (née Menken; Maggie Siff), di famiglia ebraica, è la proprietaria di un elegante grande magazzino che nel corso della prima stagione si rivolge alla Sterling Cooper per attirare nuova clientela. Dapprima si scontra subito con Don, sorpreso di trovare una donna, e dal carattere forte e deciso, in una simile posizione di potere, ma tra i due c'è anche subito una certa attrazione. La donna però non si concede subito, perché diffidente verso gli uomini e l'amore. Una volta che i due sono diventati amanti, Don le rivela particolari della sua infanzia che ha sempre tenuto nascosti persino alla moglie. Quando viene ricattato da Pete Campbell, va subito da Rachel e le propone di fuggire con lui a Los Angeles, ma Rachel capisce ben presto che all'uomo interessa soprattutto scappare, piuttosto che andare via con lei. La loro relazione finisce; il personaggio ricompare brevemente in un episodio della seconda stagione, quando, accompagnata dall'uomo che nel frattempo ha sposato, Tilden Katz, si imbatte in Don e Bobbie Barrett che cenano insieme.

### Faye Miller
La dott.ssa Faye Miller (Cara Buono) svolge ricerche di mercato per conto della Sterling Cooper Draper Pryce nella quarta stagione. Dopo un periodo di corteggiamento, lei e Don iniziano una relazione, tenuta nascosta ai colleghi. La donna è molto intelligente, intuitiva e in gamba, e a lei Don sceglie di rivelare il suo passato come Dick Whitman. In seguito, però, dopo aver proposto a sorpresa alla sua segretaria Megan di sposarlo, Don tronca bruscamente la relazione con Faye, lasciandola distrutta.

### Katherine Olson e Anita Olson Respola
Katherine Olson (Myra Turley) e Anita Olson Respola (Audrey Wasilewski) sono, rispettivamente, la madre e la sorella maggiore di Peggy. Entrambe sono ferventi cattoliche (soprattutto la prima, vedova da anni, è particolarmente affezionata al papa Giovanni XXIII). Le due sono ovviamente a conoscenza del segreto di Peggy, e cioè che ella, al termine della prima stagione, ha dato alla luce un figlio nato da una relazione con un uomo sposato, ma ritengono erroneamente che costui sia il suo capo Don Draper (si tratta invece di Pete Campbell). Mentre la madre della ragazza, seppur preoccupata per l'avvenire della figlia minore, la tratta con maggiore indulgenza, la sorella Anita cova per lei un segreto risentimento, ed è sconcertata dal fatto che sembri comportarsi come se non fosse successo nulla. Man mano che la vita di Peggy prende una strada sempre più libera e indipendente, la distanza dalla sua famiglia aumenta: Katherine, ad esempio, disapprova decisamente la decisione di lei di trasferirsi da Brooklyn a Manhattan e in seguito, nella quinta stagione, sarà decisamente contraria al fatto che la figlia e il suo fidanzato, Abe Drexler, convivano senza essere sposati.

### Phoebe
Phoebe (Nora Zehetner) è una giovane infermiera che, nella quarta stagione, vive nello stesso condominio di Don Draper al Greenwich Village. Nel loro primo incontro, tenta inutilmente di sedurlo; Don in seguito le chiede di fare da baby-sitter a Sally e Bobby mentre egli è a cena con Bethany Van Nuys: proprio in quest'occasione, però, ella non riesce a impedire che Sally si tagli maldestramente da sola i capelli. Don l'accusa di non averla sorvegliata adeguatamente.

### St. John Powell
St. John Powell (Charles Shaughnessy) è l'amministratore delegato dell'agenzia pubblicitaria londinese Putnam, Powell & Lowe. Nella seconda stagione, Duck Phillips, che in precedenza lavorava per lui, gli propone di acquistare la Sterling Cooper. Dopo che la transazione è stata conclusa, però, Powell, constatato che Duck e Don Draper non possono lavorare insieme, prende la decisione di licenziare il primo. Al termine della terza stagione, progetta di vendere l'agenzia alla McCann Erickson, senza informare neppure Lane Pryce della cosa; saputo che Pryce ha congiurato con Sterling, Cooper e Draper per fondare una loro nuova agenzia, lo licenzia.

### Rebecca Pryce
Rebecca Pryce (Embeth Davidtz) è la moglie di Lane Pryce; i due sono sposati da 18 anni. Tipico esempio dell'alta borghesia inglese, è molto elegante e cortese, ma anche un po' snob e altezzosa. Si trasferisce con Lane a New York nel corso della terza stagione, ma, a differenza del marito, la città e gli americani non le piacciono affatto e sente troppo la nostalgia di Londra, e nella quarta stagione torna in patria assieme al figlio Nigel. Dopo un breve periodo di separazione, durante il quale Lane ha una relazione con un'altra donna, i due coniugi sembrano riconciliarsi, anche per l'energico intervento del padre di lui, Robert Pryce. Nel corso della quinta stagione, Rebecca si dimostra una moglie amorevole, ma viene tenuta all'oscuro dal marito dell'aggravarsi della loro situazione finanziaria, anche se si accorge che la retta della scuola privata del figlio Nigel viene sempre pagata con grande ritardo. E così, il suicidio di Lane la coglie totalmente alla sprovvista; Don si reca da lei per restituirle parte della somma incassata dall'agenzia grazie all'assicurazione sulla vita stipulata in precedenza da Lane, ma la donna, pur accettando il denaro, lo tratta con freddezza.

### Joyce Ramsay
Joyce Ramsay (Zosia Mamet), personaggio introdotto nel corso della quarta stagione, è una photo editor che lavora presso la rivista Life, che ha sede nello stesso palazzo della Sterling Cooper Draper Pryce. Peggy la incontra un giorno in ascensore; Joyce è lesbica e inizialmente tenta alcune avances con Peggy, ma, dopo che quest'ultima le respinge con tranquillità, le due diventano buone amiche. Joyce introduce Peggy nel mondo della cultura alternativa ed è lei a presentarle Abe Drexler.

### Lois Sadler
Lois Sadler (Crista Flanagan) è, nella prima stagione, una delle centraliniste della Sterling Cooper. Ha una cotta per Sal, del quale non sospetta affatto che sia omosessuale. Nella seconda stagione sostituisce Peggy come segretaria di Don, ma si dimostra alquanto inadatta al ruolo e viene di nuovo riassegnata al centralino. È lei a rivelare a Harry, Paul e Ken che l'agenzia sta per essere acquisita dalla Puttnam, Powell & Lowe, avendolo sentito dalle conversazioni telefoniche. Nella terza stagione è stata promossa a segretaria di Paul, ed è lei a causare l'incidente con la falciatrice che costa un piede al nuovo direttore finanziario in pectore, Guy MacKendrick; contrariamente alle previsioni, non viene licenziata dopo questo fatto.

### Danny Siegel
Danny Siegel (Danny Strong) è il cugino di Jane Sterling. Desidera lavorare come copywriter alla Sterling Cooper Draper Pryce, e punta sulla sua parentela con la moglie di Roger per riuscirvi, ma, nel corso del colloquio, Don e Peggy si rendono conto che non ha un briciolo di talento e si rifiutano di assumerlo. Tuttavia, Don inavvertitamente propone uno degli slogan pensati da Danny a un cliente, che ne è entusiasta: Don prova a convincere Danny a vendergli la sua idea, ma egli invece preferisce un lavoro. Poco dopo, però, Danny è uno dei primi a essere licenziato quando, alla fine della quarta stagione, alla Sterling Cooper Draper Pryce si rendono necessari drastici tagli al personale.

### "Smitty" Smith e Kurt Smith
"Smitty" Smith (Patrick Cavanaugh) e Kurt Smith (Edin Gali) sono due giovanissimi copywriter e artisti che lavorano in coppia, assunti da Don all'inizio della seconda stagione. "Smitty" è americano, mentre Kurt è europeo. Quest'ultimo è anche un grande ammiratore di Bob Dylan (la cui carriera era agli inizi nel 1962, l'anno in cui è ambientata la seconda stagione) e invita Peggy a un suo concerto. Inoltre, Kurt è omosessuale, come dichiara apertamente e senza nessun imbarazzo di fronte ai suoi colleghi, causando un certo sconcerto (all'epoca l'affermazione era piuttosto rischiosa). Smitty ama fumare marijuana, come Paul Kinsey: non passa alla nuova agenzia nella quarta stagione, ma fa solo una breve apparizione: ha iniziato a lavorare per la rivale CGC, ed è presumibile (anche se il personaggio non compare) che anche il suo compagno inseparabile, Kurt, lavori lì.

### Jane Sterling
Jane Sterling (nata Siegel; Peyton List) lavora come segretaria alla Sterling Cooper dalla seconda stagione. Viene assegnata alla scrivania di Don Draper. Bella, seducente e un po' "gattamorta", Jane ha frequenti battibecchi con Joan e in una di queste occasioni rischia di essere licenziata, e solo l'intervento di Roger lo impedisce. Poco dopo, lei e Roger diventano amanti, e l'uomo ne è talmente affascinato da divorziare dalla moglie Mona e chiederle di sposarlo. All'inizio della terza stagione i due sono già marito e moglie: la decisione di Roger viene giudicata avventata e sciocca da parte di molti suoi conoscenti; la figlia di lui, Margaret, di poco più giovane della matrigna, è decisamente ostile a Jane, tanto da chiedere che non venga al suo matrimonio. Lo stesso Roger inizia a pentirsi della sua scelta nel corso della quarta stagione e, all'inizio della quinta, i rapporti fra i due coniugi sono sempre più freddi. I due arrivano finalmente a comprendere che il loro matrimonio è fallito in seguito a un'esperienza "illuminante" avuta provando LSD: Roger decide di divorziare, e Jane si trasferisce in un nuovo, costoso appartamento che l'ex marito le regala.

### Margaret Sterling
Margaret Sterling (Elizabeth Rice) è l'unica figlia di Roger e Mona Sterling. Con il padre ha un rapporto conflittuale e nel corso delle prime stagioni sembra che abbia anche problemi col cibo (il padre dichiara più volte che ha quasi smesso di mangiare). Sembra raggiungere una maggiore maturità con il fidanzamento, sebbene le seconde nozze di Roger con la quasi coetanea Jane la indispettiscano molto. Si sposa proprio il giorno successivo all'assassinio di John F. Kennedy, il 23 novembre 1963.

### Mona Sterling
Mona Sterling (Talia Balsam) è l'ex moglie di Roger Sterling. Sebbene l'uomo abbia avuto diverse relazioni extraconiugali, ha preso la decisione di divorziare solo dopo il suo incontro con la giovane Jane Siegel. L'attrice Talia Balsam è, nella realtà, la moglie di John Slattery, che interpreta Sterling.

### Bethany Van Nuys
Bethany Van Nuys (Anna Camp) è un'amica di Jane Sterling che per qualche tempo frequenta Don nel corso della quarta stagione.

### Tom e Jeannie Vogel
Thomas e Jeannie Vogel (Joe O'Connor e Sheila Shaw) sono i genitori di Trudy Campbell. Tom occupa un'importante posizione all'interno del colosso farmaceutico Vicks Chemical. Nella prima stagione, si offre di aiutare Pete e Trudy ad acquistare il loro nuovo appartamento e accetta che la campagna pubblicitaria per la linea di prodotti Clearasil venga curata dalla Sterling Cooper, a patto che Pete lo renda presto nonno. Nella seconda stagione, poiché Trudy non riesce a rimanere incinta, moglie e suoceri premono su Pete perché acconsenta a ricorrere all'adozione, ma, quando questi rifiuta, Tom straccia il contratto della Clearasil. Tornerà sui suoi passi nel corso della terza stagione, mentre nella quarta Pete riuscirà a far sì che il suocero offra alla Sterling Cooper Draper Pryce un contratto molto più remunerativo. Pete è fortemente infastidito dalle costanti intromissioni dei suoceri nel suo matrimonio e dalla grande influenza che i due hanno su sua moglie.

### Arnold Wayne
Il dr. Arnold Wayne (Andy Umberger) è, durante la prima stagione, lo psichiatra che ha in cura Betty: la donna si è rivolta a lui a causa del suo problema alle mani, spesso prese da un tremore incontrollabile di natura nervosa. All'insaputa di lei, il dr. Wayne informa costantemente Don dei colloqui che ha con la sua paziente: Betty lo scopre nella puntata finale della prima stagione.

### Sheila White
Sheila White (Donielle Artese) è una donna afroamericana che per qualche tempo frequenta Paul Kinsey. L'uomo la presenta agli amici nel secondo episodio della seconda stagione, nel corso di una festa nel suo appartamento; secondo Joan, Paul la frequenta solo per darsi arie di tipo anticonformista e aperto. Sheila è molto attiva nelle battaglie del movimento per i diritti civili e rimane delusa quando, nell'episodio L'eredità della seconda stagione, apprende che Paul non l'accompagnerà, come aveva promesso, in Mississippi per aiutare iscrivere gli elettori neri nelle liste elettorali, perché deve recarsi in California per lavoro; l'impegno di Paul però salta, ed egli quindi può unirsi a lei nel suo viaggio nel Sud. Tuttavia la storia fra i due si chiude proprio in quel periodo.

### Abigail Whitman
Abigail Whitman (Brynn Horrocks) era la moglie di Archie Whitman, matrigna di Dick e madre di Adam. Compare in numerosi flashback e viene ritratta come una donna dura e severa, specialmente con il figliastro, che il marito ha avuto da una prostituta e le è stato affidato ancora in fasce. Prima della nascita di Adam aveva avuto numerosi aborti, e temeva di non essere in grado di dare un figlio al consorte. Dopo la morte di questi, si mette con un altro uomo. Don ha un ricordo estremamente negativo della matrigna, tanto che quando Adam lo informa della recente morte di lei esprime soddisfazione e sollievo.

### Adam Whitman
Adam Whitman (Jay Paulson) è il fratellastro di Dick Whitman, figlio di Archie e Abigail. Da bambini i due sembrano essere stati molto legati, come testimoniano le vecchie fotografie che li ritraggono insieme. Nell'episodio La stanza 5G della prima stagione, Adam, che per anni ha creduto Dick morto nella guerra di Corea, riesce a rintracciare il fratello, ormai noto come Don Draper, grazie a una foto su un giornale. Inizialmente Don nega tutto, poi non vorrebbe avere più nulla a che fare con lui, ma infine accetta di incontrarlo; gli consegna però 5.000 dollari in contanti e lo prega di non cercarlo mai più, perché egli ha ormai una nuova vita. Adam accetta piangente. Qualche tempo dopo, però, spedisce a Don un pacco contenente fotografie e vecchi ricordi e si impicca: Don viene a sapere del suo suicidio solo dopo un certo periodo, e la notizia lo lascia affranto. Da ragazzino, quando la salma di "Dick Whitman" (in realtà il corpo del vero Don Draper) era stata riconsegnata alla famiglia, Adam era stato l'unico a scorgere il fratello nascosto sul treno in ripartenza, ma nessuno gli aveva creduto.

### Archie Whitman
Archie Whitman (Joseph Culp) era il padre di Dick Whitman. Ha un rapporto con una giovane prostituta, che rimane incinta e muore dando alla luce Dick, e il neonato viene cresciuto da Archie e da sua moglie Abigail. Archie è anche il padre del fratellastro di Dick, Adam. Don/Dick rivela a Betty che suo padre lo picchiava molto spesso e che da piccolo lo detestava. Il bambino assiste anche alla morte accidentale del padre quando, ubriaco, Archie si reca nella stalla della fattoria in cui la famiglia vive e riceve un calcio in faccia da un cavallo imbizzarrito, che lo uccide sul colpo.